# Cuisine niçoise
La cuisine niçoise ou cuisine nissarde est une cuisine traditionnelle à base de produits du terroir du pays niçois. Les pratiques culinaires du pays niçois bénéficient d'un Label Cuisine Nissarde et ont été reconnues par le ministère français de la Culture et inscrites en 2019 à l'inventaire du patrimoine culturel immatériel en France. 

## Histoire

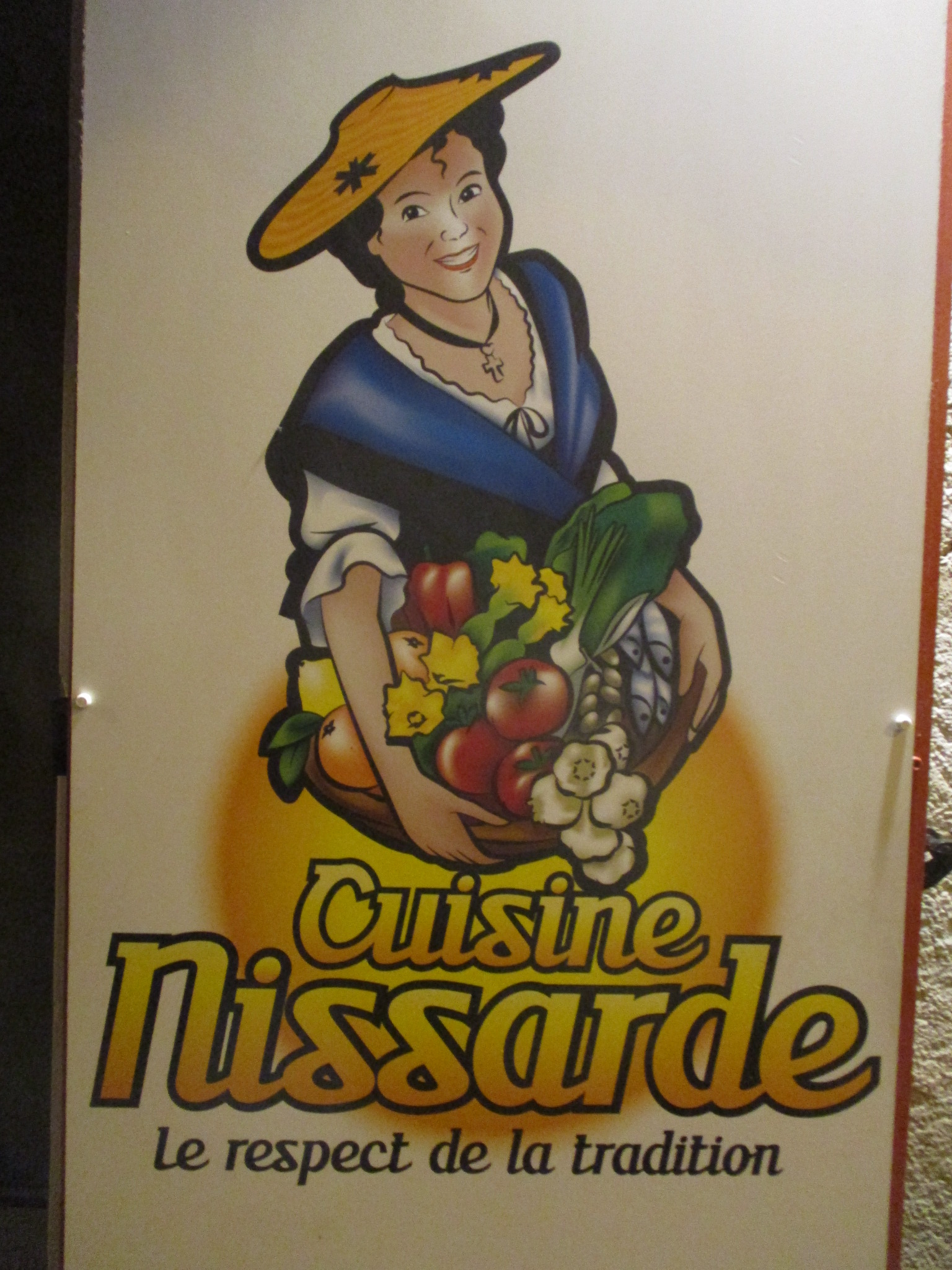
Label Cuisine Nissarde

Elle compte plus de 200 recettes originales dont un certain nombre sont basées sur des produits spécifiques au terroir (mesclun, blette niçoise). Son originalité est aussi due à l'isolement politique et géographique du comté de Nice et pays niçois pendant plusieurs siècles, créant une cuisine d'autarcie alimentaire dans une région montagneuse et pauvre. Cette incitation à l'inventivité a contribué à ancrer la cuisine niçoise dans l'identité et les valeurs locales. La cuisine niçoise reflète aussi le fait que « toutes les cuisines sont faites d’emprunts continuels aux unes et aux autres, mais chaque fois refondus dans un contexte culturel et environnemental ». Par exemple, la salade niçoise contient des tomates (originaires d'Amérique latine), des fèves (Asie-Centrale), des oignons (du Moyen-Orient), du basilic (de l'Extrême-Orient).

## Pain

### Fougasse

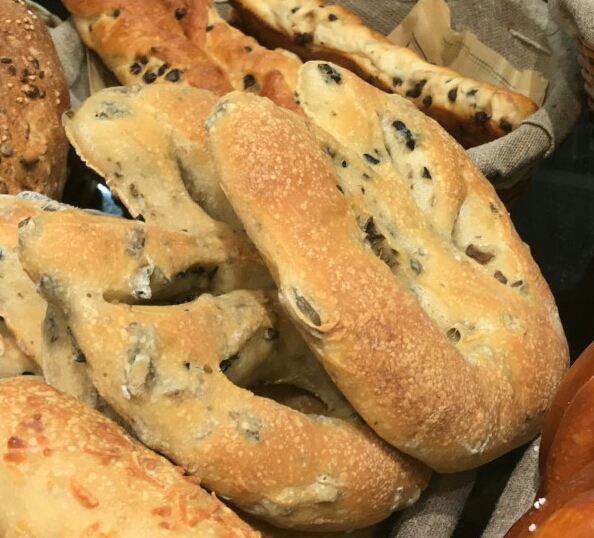
Fougasse aux olives.

La fougasse est un pain provençal. Le nom trouve son origine dans le latin panis focacius, un pain plat cuit sur un foyer ou sous les cendres d'un feu. Elle est assez plate, souvent sculptée à la préparation pour former plusieurs branches. Il existe une extrême diversité des fougasses, chaque région provençale, chaque ville ou même chaque famille ayant sa propre recette. La plupart des fougasses sont salées, elles peuvent être agrémentées de divers ingrédients (olives, lardons, anchois, fromages) qui peuvent être soit mélangés à la préparation soit déposés à la surface du pain avant cuisson. Mais on trouve aussi la fougassette de Grasse qui est légèrement briochée et aromatisée à la fleur d'oranger.

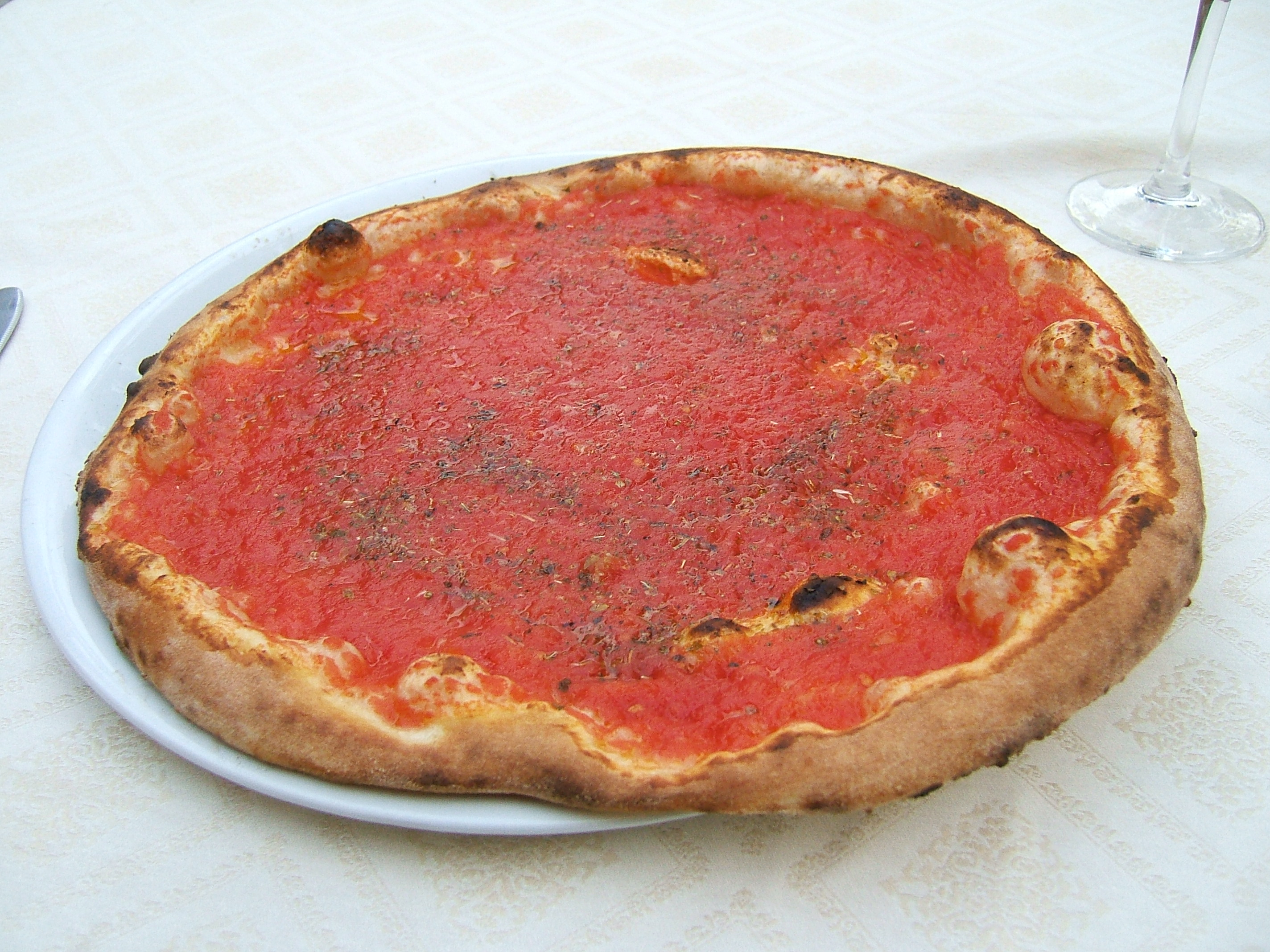
Pichade.

### Pichade
La pichade est une spécialité mentonnaise. C'est un genre de pizza sur laquelle ne figurent que des tomates et des oignons cuits. On peut éventuellement la coiffer d'une olive du pays ou d'une gousse d'ail en chemise. La pichade au maqué est également une spécialité mentonnaise. Le maqué est un écrasé d'anchois au sel, de persil et d'ail. La base est la même que pour la pichade à la tomate. Les tomates et oignons cuits sont remplacés par des tranches de tomate fraîche, l'ensemble (pâte et tranches de tomate) badigeonné de maqué.

### Pissaladière

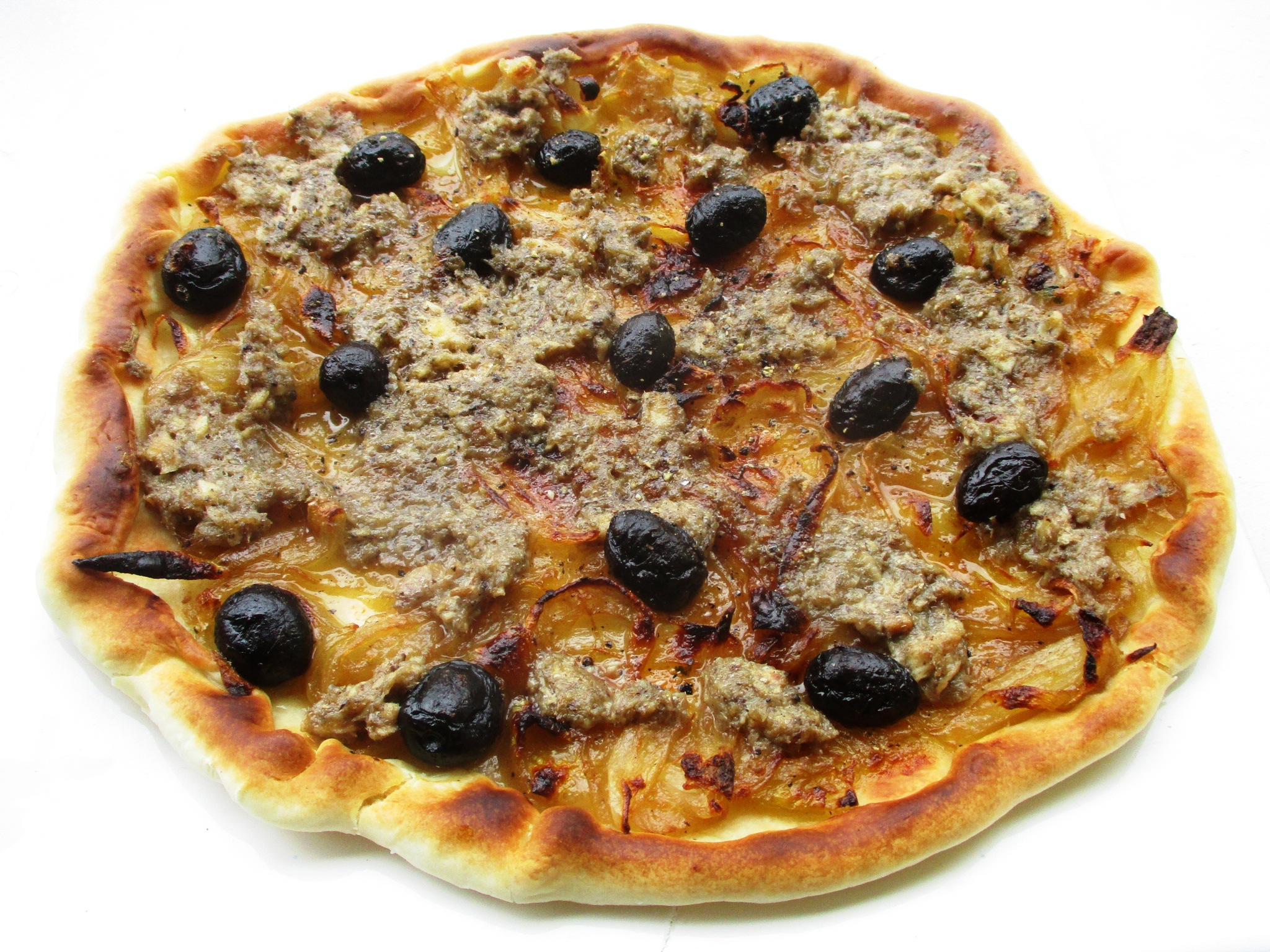
Pissaladière.

La pissaladière (ou pissaladiera en niçois) est une spécialité culinaire de la région niçoise. Elle est considérée comme la première pizza moderne, précédant de plusieurs siècles la pizza napoletana. Outre la pâte à pain, elle est surtout composée d'une compotée d'oignons qui a cuit assez longtemps — au minimum deux heures — à feu très doux en prenant soin d'éviter tout brunissement. La pâte à pain et l'oignon peuvent suffire, mais la vraie pissaladière ne saurait être faite sans badigeonner la pâte de pissalat. De plus en plus, on remplace le pissalat par de la crème d'anchois ou des filets d'anchois. Enfin, on a coutume d'ajouter à la pissaladière des olives noires, les caillettes (petites olives noires de Nice).

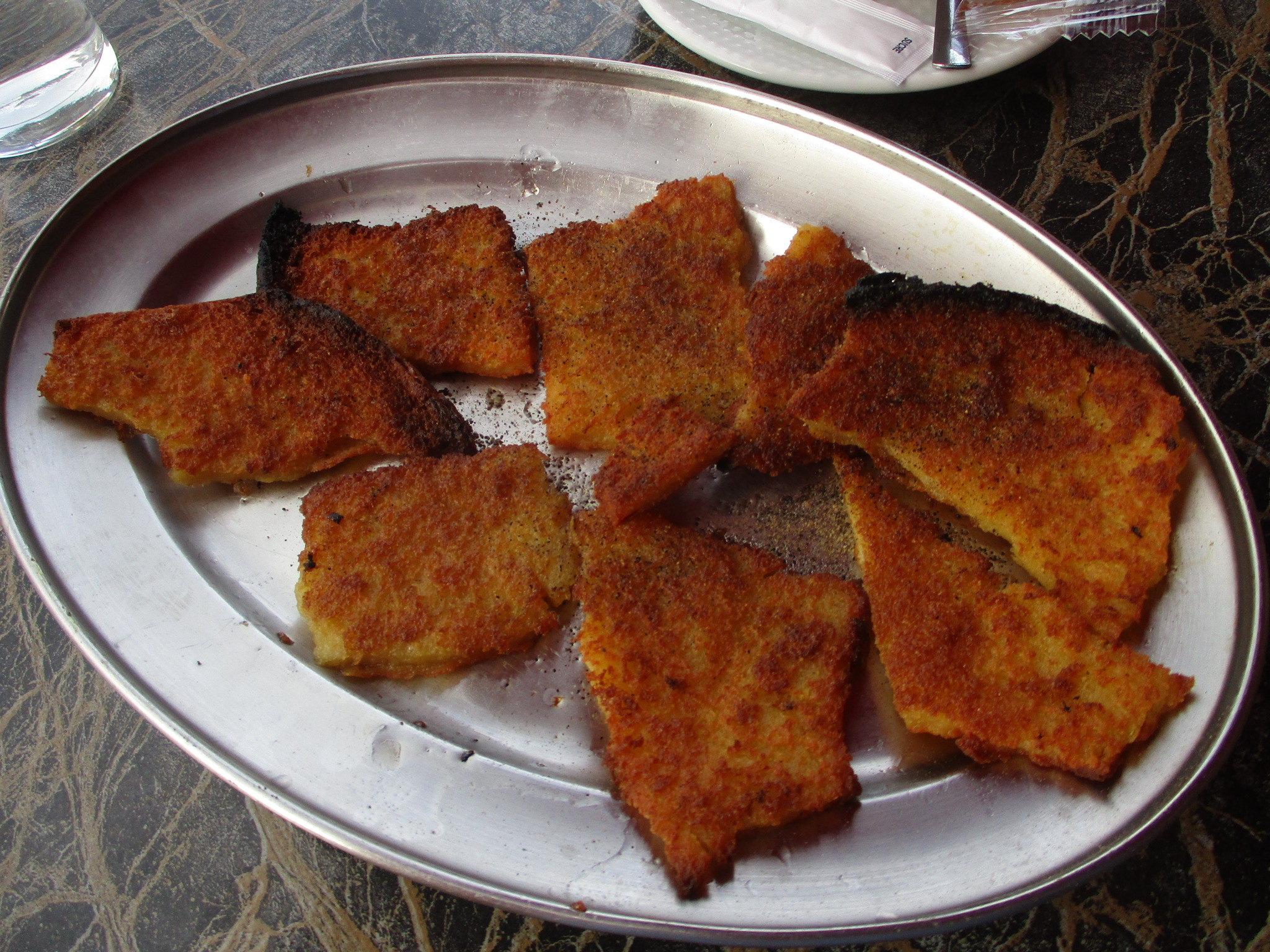
Socca du cours Saleya du Vieux-Nice.

## Socca
La socca est une spécialité culinaire à base de farine de pois chiche et d'huile d'olive, cuite et dorée au four à bois, consommée en particulier à Nice, Menton, Antibes et Cannes.

## Soupes

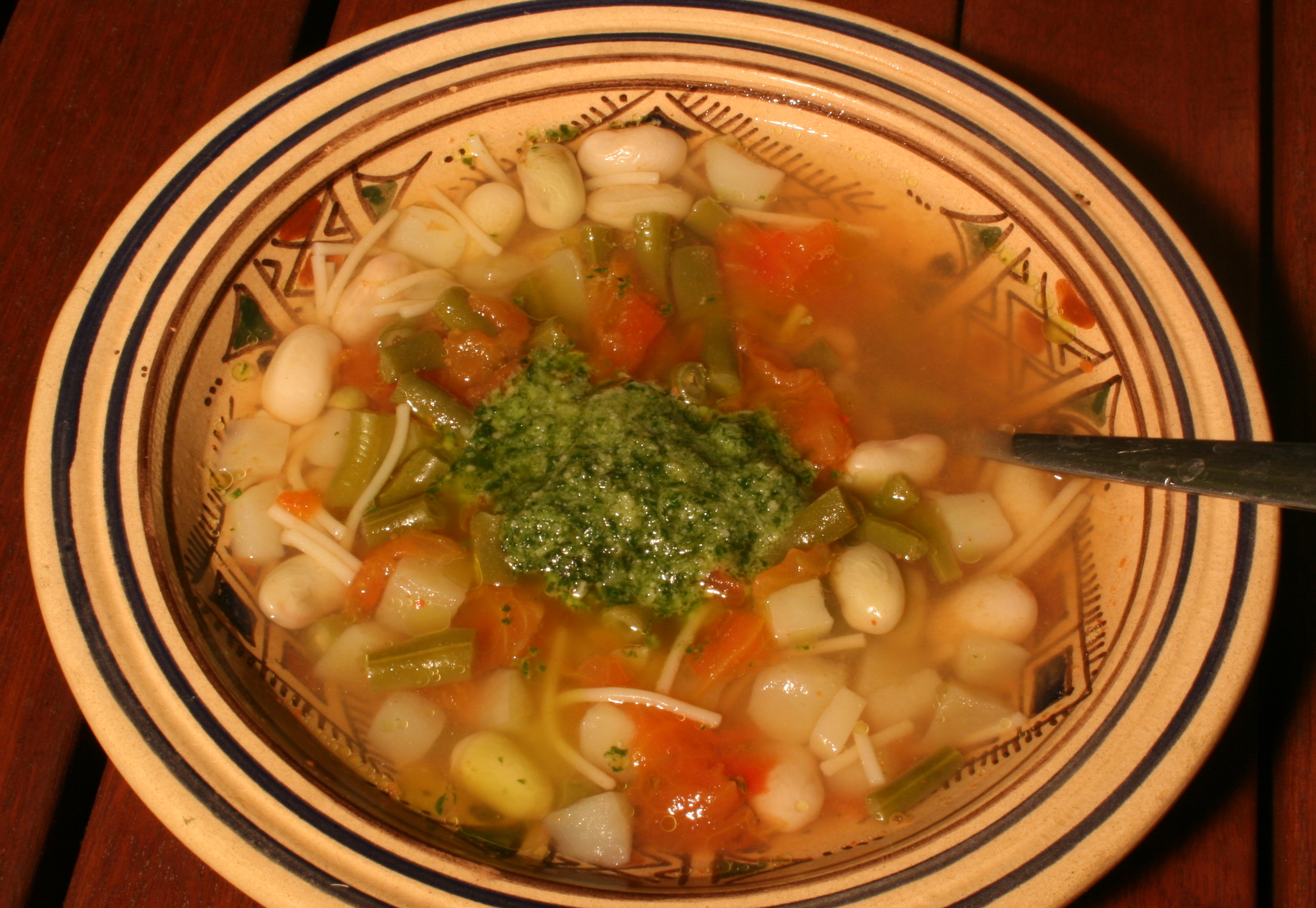
Soupe au pistou

### Soupe au pistou
La soupe au pistou est une soupe niçoise aux légumes d'été qui s'est exportée dans toute la Provence et qui comporte des pâtes. Elle est servie avec du pistou, un mélange d'ail, d'huile d'olive et de basilic haché. Le terme pistou désigne en provençal le pilon du mortier qui sert à faire la préparation, et non pas le basilic qui se dit balicò en niçois et provençal. Le basilic perdant énormément de sa saveur à la cuisson, le pistou est généralement mélangé à la soupe au moment du service ou servi séparément pour être mélangé directement dans l'assiette par les convives.

## Entrées

### Brissaouda

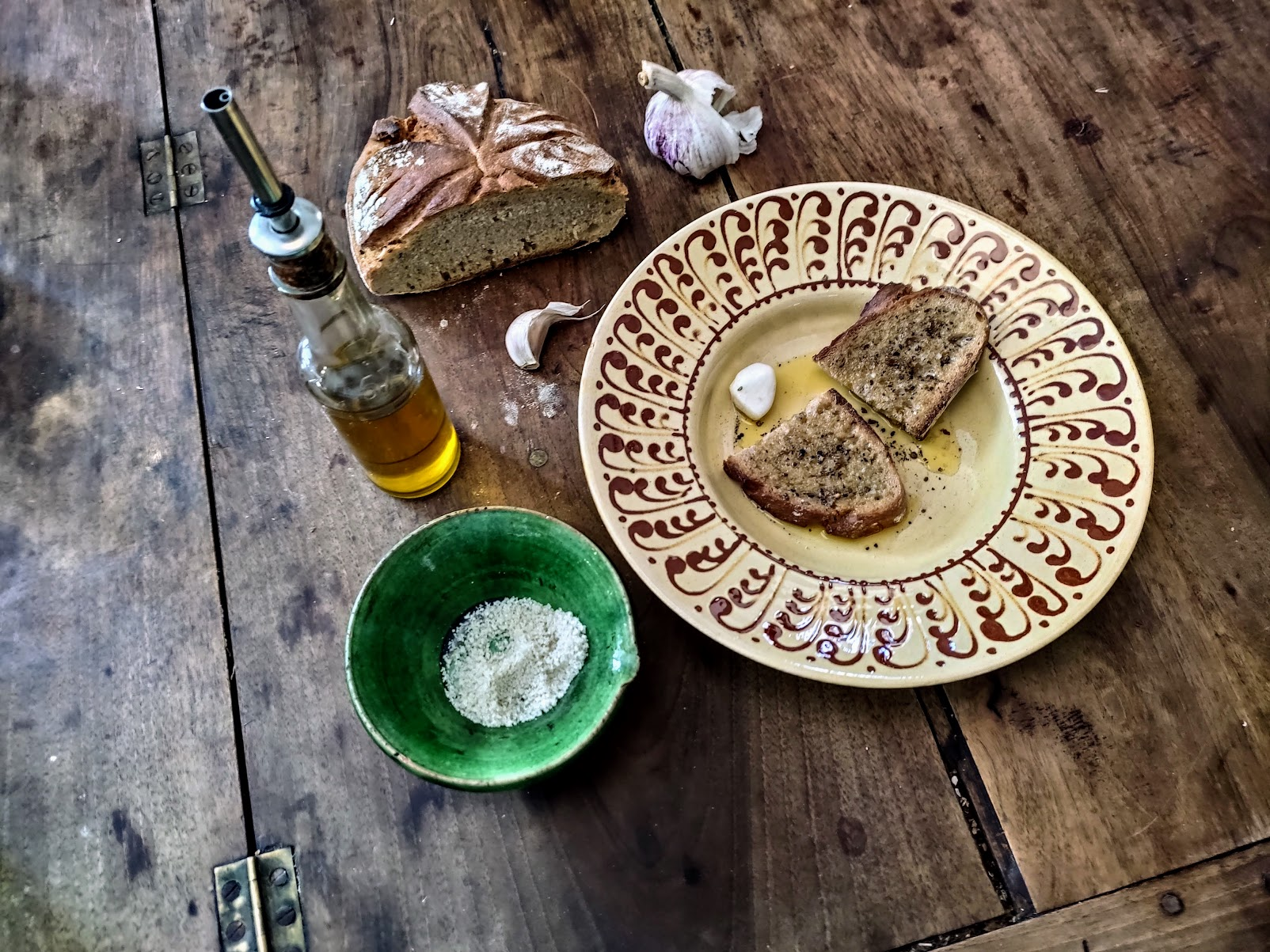
Brissaouda

La brissaouda est une spécialité niçoise qui se retrouve dans toute la Provence. C'est une grande tranche de pain de campagne grillé, frottée d'ail et arrosée d'huile d'olive sortie juste du pressoir. En Provence occidentale et dans le Comtat Venaissin, les paysans et plus particulièrement les vignerons frottaient aussi une tranche de pain rassise avec une gousse d'ail, l'arrosaient d'un filet d'huile d'olive, et la dégustaient accompagnée d'un anchois ou d'une tomate. C'était le cacho qui, conclu par un verre de vin, coupait la faim jusqu'à midi. Ce petit déjeuner était celui de Pierre Troisgros, qui dans son restaurant de Roanne, dégustait un croûton de pain trempé dans de l'huile d'olive.

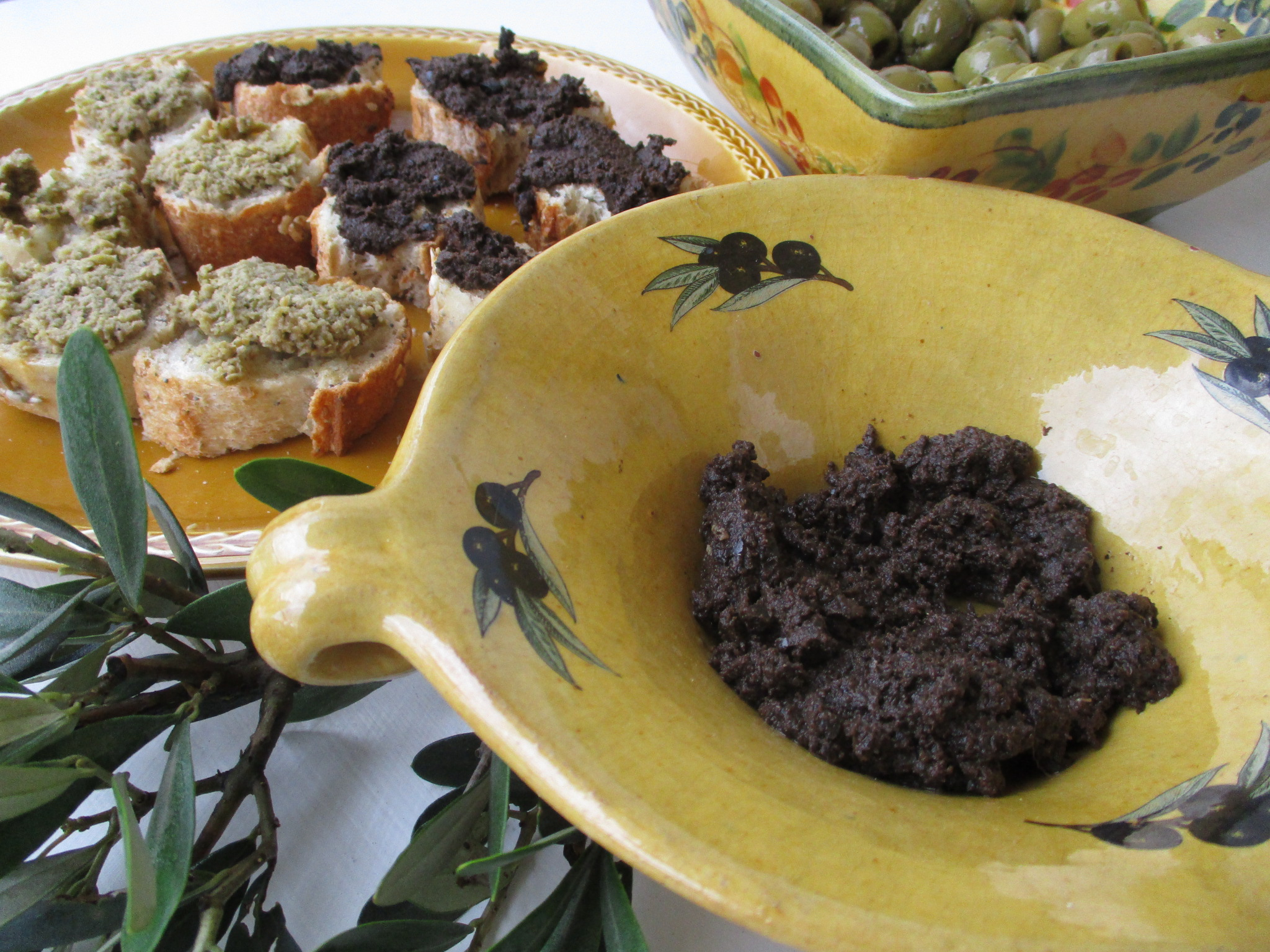
Tapenade

### Tapenade
La tapenade est une recette de cuisine provençale, comtadine et niçoise, principalement constituée d'olives broyées, d'anchois et de câpres (tapena en occitan, d'où son nom). Elle peut être dégustée sur canapé, notamment à l'apéritif ou simplement en la tartinant sur du pain ou en y trempant des bâtonnets de légumes. Mais elle peut aussi servir de farce pour la volaille.

## Salades

### Mesclun

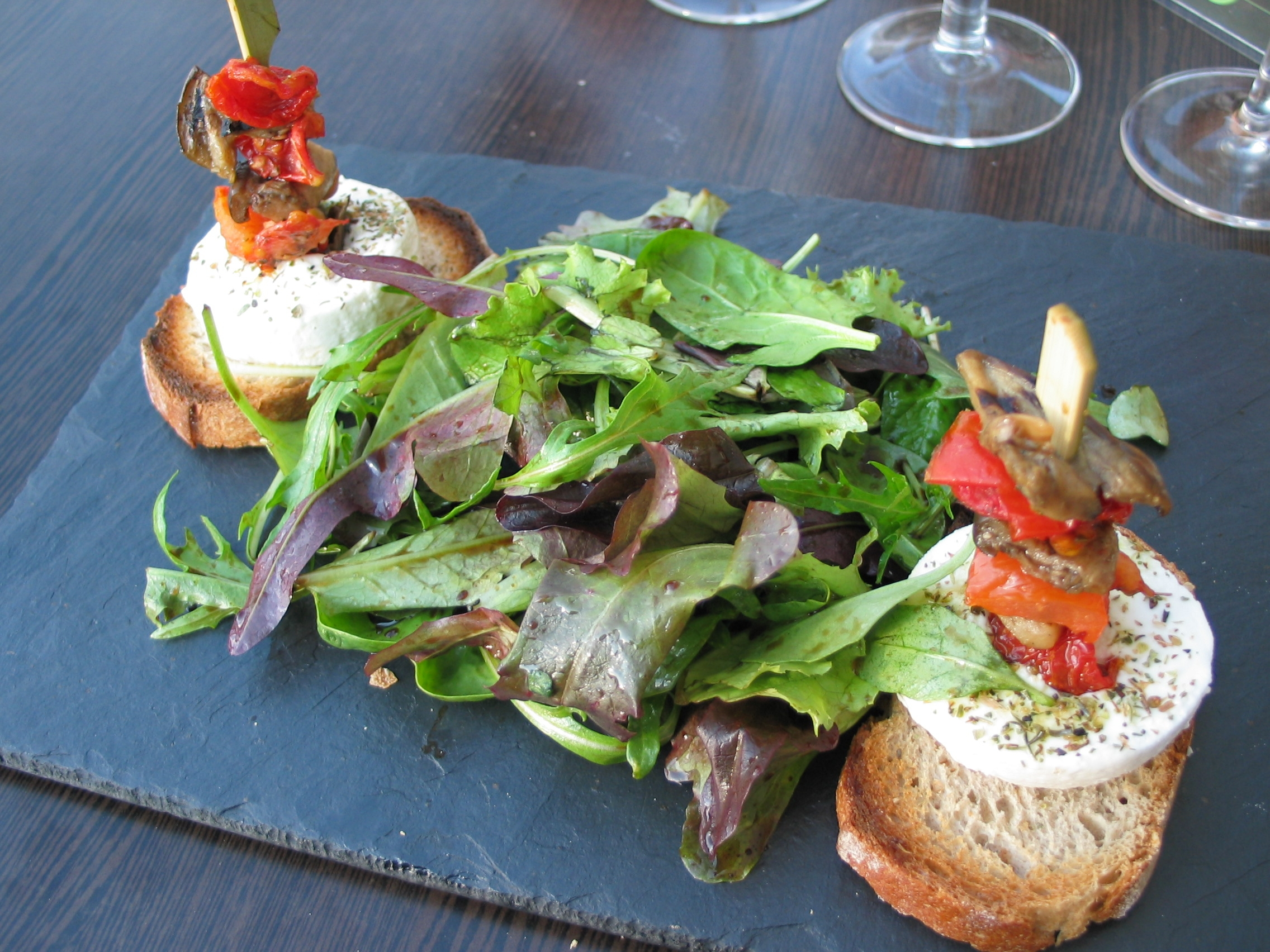
Salade de chèvre chaud au mesclun.

Le mesclun (du latin mesculare et du niçois mesclà, mélanger) est une salade composée de pousses et de feuilles de différentes plantes potagères.
Il est préparé, au choix, avec de la laitue, de la mâche, de la roquette, de la chicorée, de la trévise, de la scarole, de la feuille de chêne, auxquelles on peut ajouter du pissenlit, des pousses d'épinard, du pourpier et des plantes aromatiques. Le mélange de salades doit comporter un minimum de cinq variétés pour avoir droit à cette dénomination. Ce mélange, légèrement amer, peut être servi juste arrosé d'un filet d'huile d'olive, mais aussi parfumé avec des fines herbes et de l'ail. L'ensemble est d'un goût exquis qui le fait rechercher par les gourmets. Aujourd'hui, la salade de mesclun figure au menu des restaurants gastronomiques. Elle fut popularisée à Paris, quand le 10 juillet 1924 Philippe Tiranty et Paul Gordeaux réunis dans un restaurant de La Villette, décidèrent de créer Lou Mesclun, Association des Niçois de Paris, en souvenir des moines du monastère de Cimiez qui cultivaient différentes espèces de plantes dans leur potager.

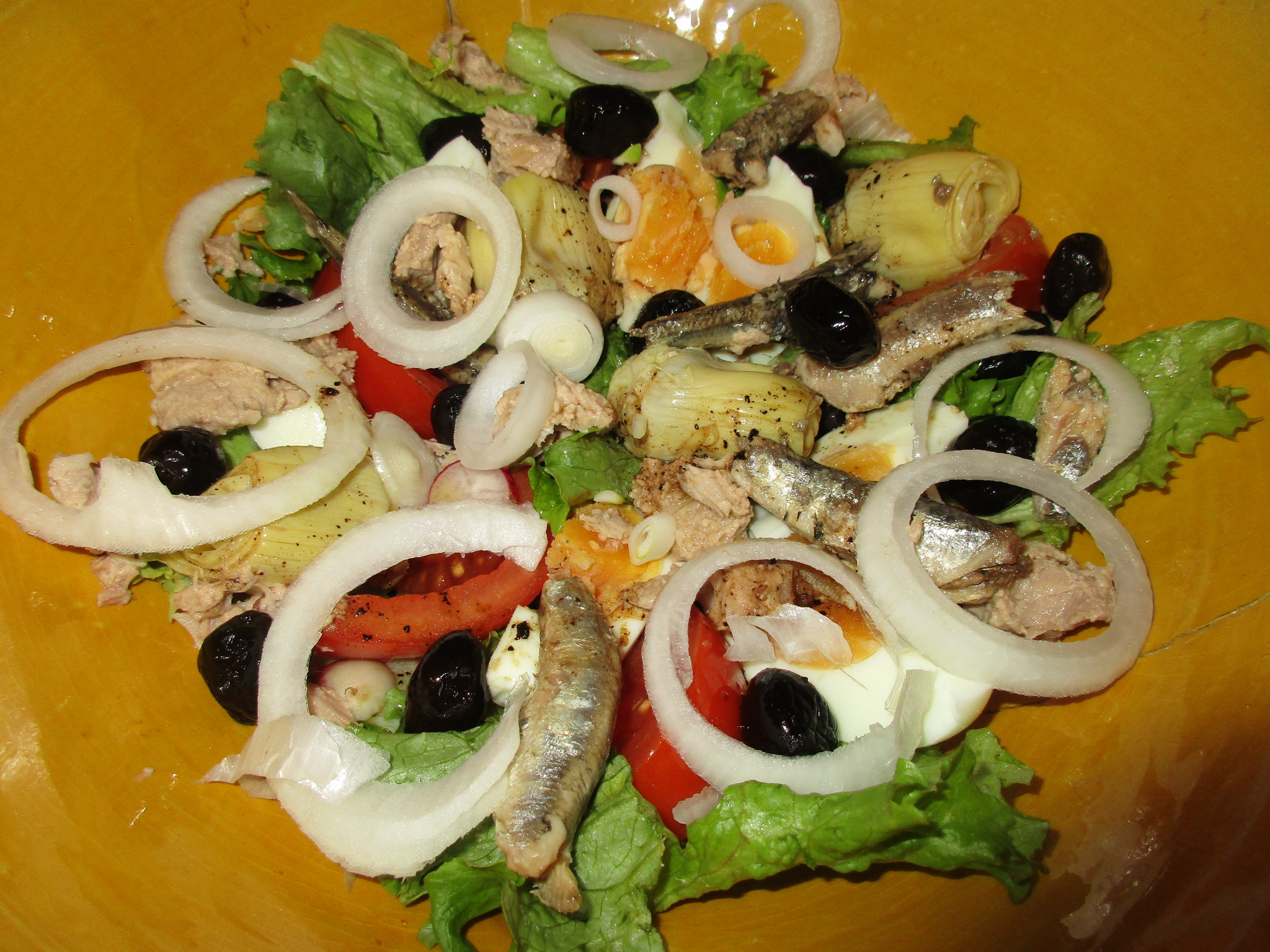
Salade niçoise

### Salade niçoise
La salade niçoise est la spécialité culinaire la plus célèbre du Pays niçois. Elle est réalisée à base de crudités : cébettes, tomates, févettes, céleri, petits artichauts violets, poivrons verts et rouges, feuilles de basilic, œufs durs, filets d'anchois, huile d'olive et olives de Nice. Il y est souvent rajouté du thon, mais tout assaisonnement à la vinaigrette est exclu. Cette salade est l'une des principales entrées proposées dans le Pays niçois et en Provence, mais peut constituer à elle seule un repas à part entière.

### Pan bagnat

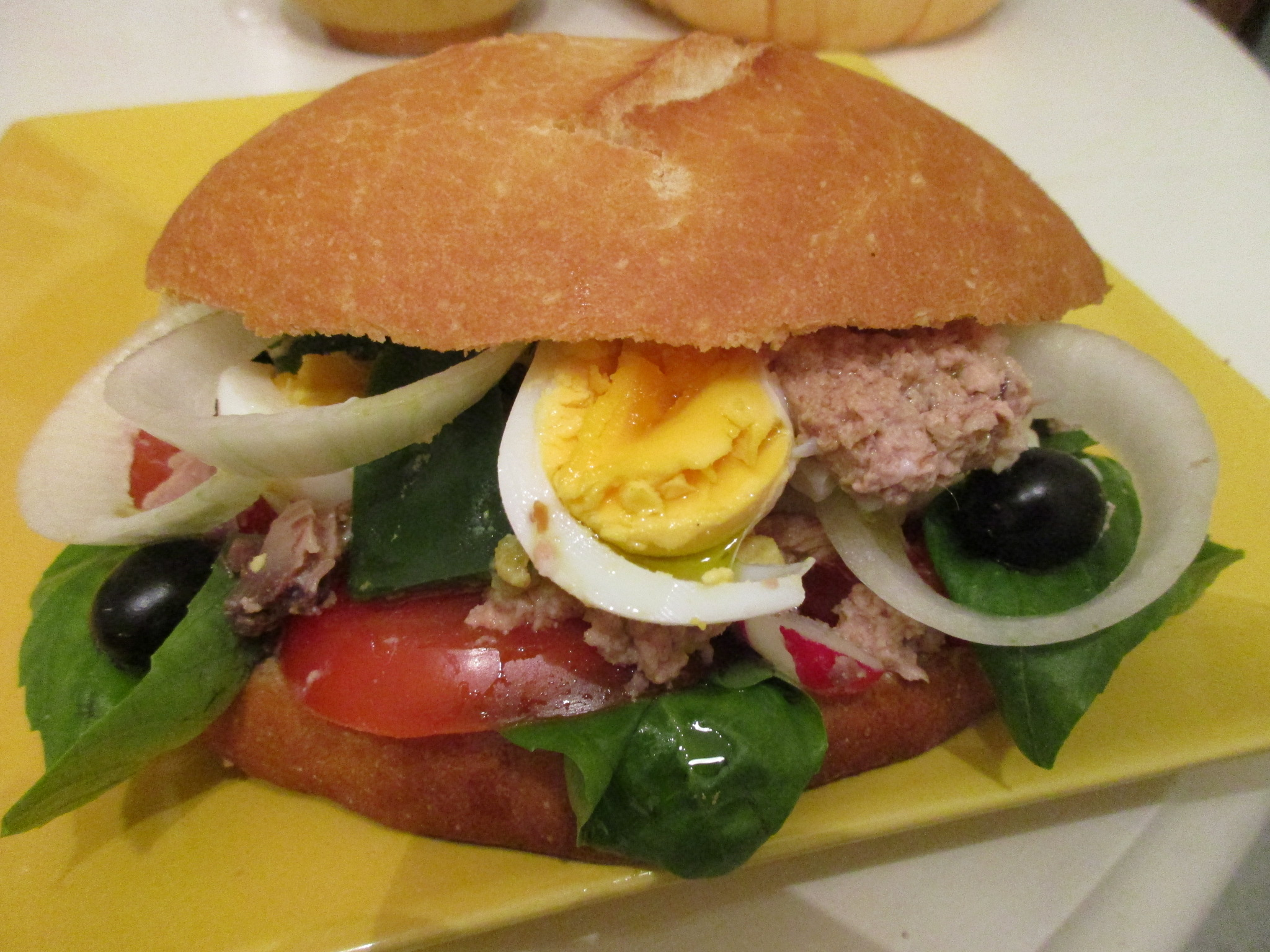
Un pan bagnat.

Le pan bagnat est un sandwich niçois qui a été adopté par toute la Provence et dans lequel entrent en salade des crudités et de l'huile d'olive, placées dans un petit pain rond réalisé spécialement à cet effet. En niçois, pan banhat signifie « pain mouillé/baigné » (sous-entendu, d'huile d'olive, bien qu'à l'origine on ne mettait que de l'eau). C’est au départ le casse-croûte à emporter des pêcheurs et autres travailleurs du matin et élaboré à partir d'ingrédients simples et bon marché. Ainsi, le thon, qui fait à présent partie de sa composition chez tous les marchands, a remplacé l'anchois. En effet, le thon était au XIXe et au début du XXe siècle un poisson cher, comparé à l'anchois, poisson populaire. La variante au thon est donc la variante « riche » du pan bagnat. Étant donné qu'il s'agit d'un plan populaire, la recette varie légèrement que ce soit à Nice ou en Provence, par rapport au goût de chacun, mais conserve cependant une grande unité. Par exemple, certains mettront du basilic, d'autres du mesclun, une salade typiquement niçoise, voire les deux, et cela se fait sur plusieurs générations. Par ailleurs, notamment dans le reste de la Provence, certaines boulangeries proposent des pan-bagnats avec un pain long classique pour un sandwich.

## Charcuteries

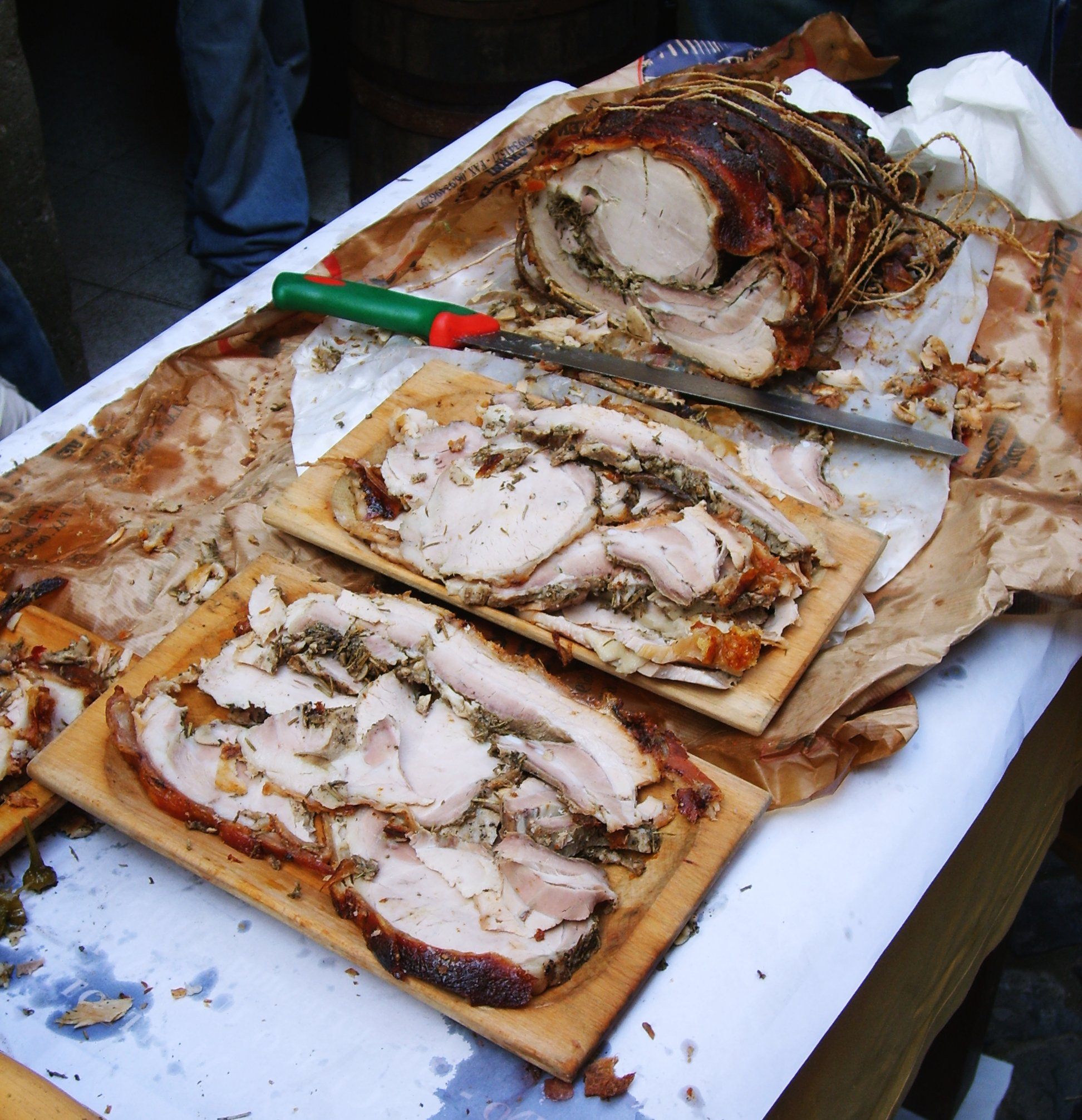
La porchetta.

### Porchetta niçoise
La porchetta est une spécialité charcutière niçoise. C'est un porcelet ou cochon de lait farci de ses abats, qui pèse aux alentours de 12 kilos. Cette préparation, qui fut uniquement ménagère, est devenue semi-industrielle au XXIe siècle.

### Trulle
La trulle est une variante niçoise du traditionnel boudin noir. Sa préparation reprend un des ingrédients de base de la cuisine niçoise, à savoir la blette. La farce est additionnée de blette et de riz. Elle se mange chaude ou froide.

## Légumes

### Beignet de fleurs de courgettes

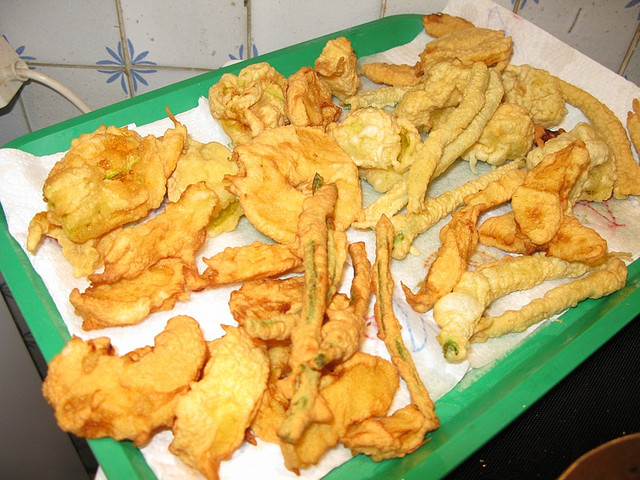
Beignets de fleurs de courgettes

Les beignets de fleurs de courgettes sont une spécialité culinaire de la région de Nice, aujourd'hui étendue à la Provence faits de fleurs de courgettes (ou de courges) enveloppées de pâte à frire.

### Capoun
Le capoun est une recette de chou vert farci.

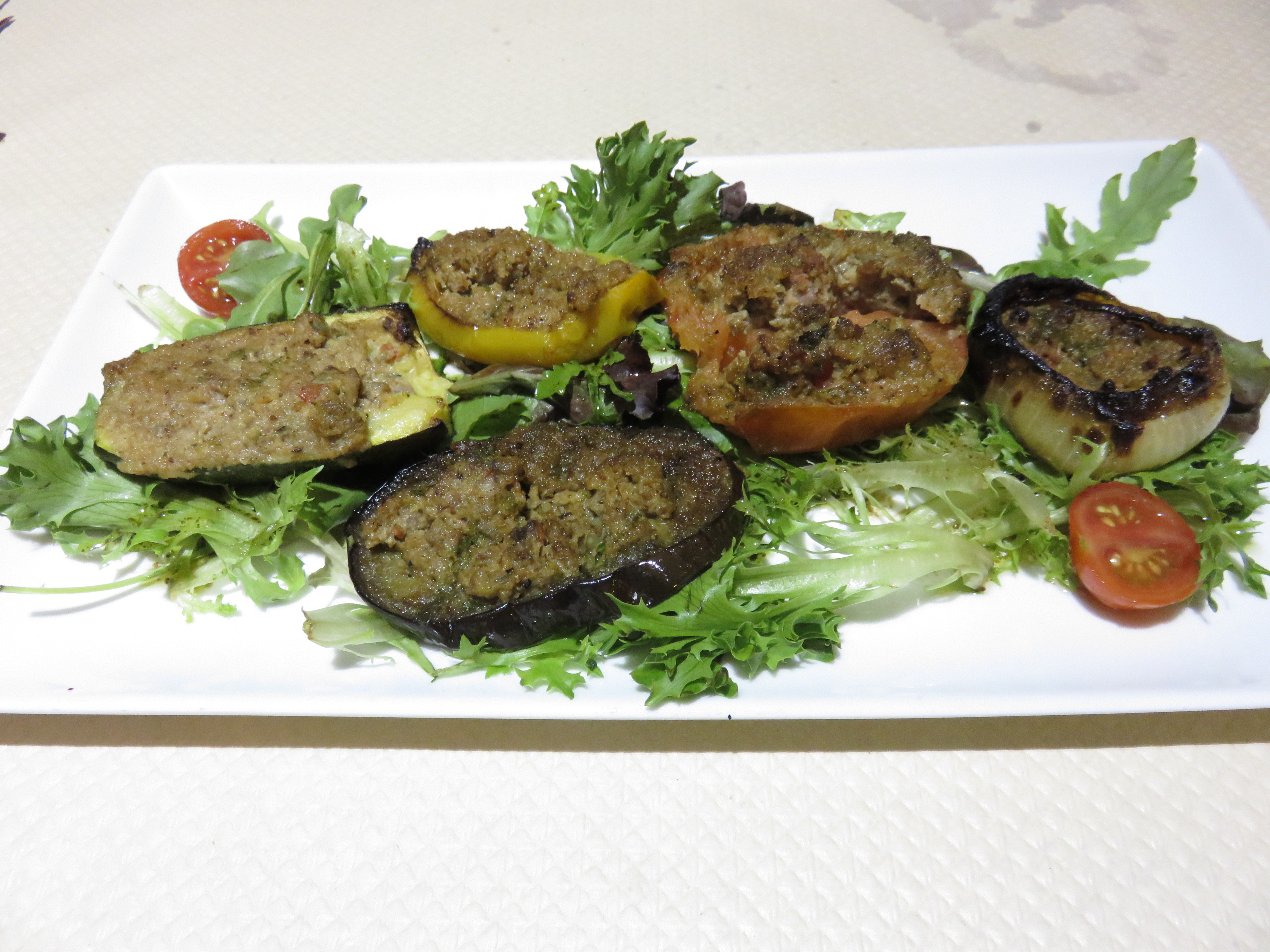
Petits farcis niçois.

### Farcis
Les farcis ou petits farcis sont une spécialité culinaire niçoise et provençale que l’on retrouve sur toute la côte méditerranéenne. Ils sont faits à base de légumes tomates, courgettes, oignons, poivrons, aubergines évidés et fourrés d'une farce composée de restes de viande, fromage, jaune d'œuf, mie de pain durcie bouillie dans du lait, aromates, et cuits au four. En aucun cas les farcis niçois ne demandent chair à saucisse ni riz.

### Poivron grillé

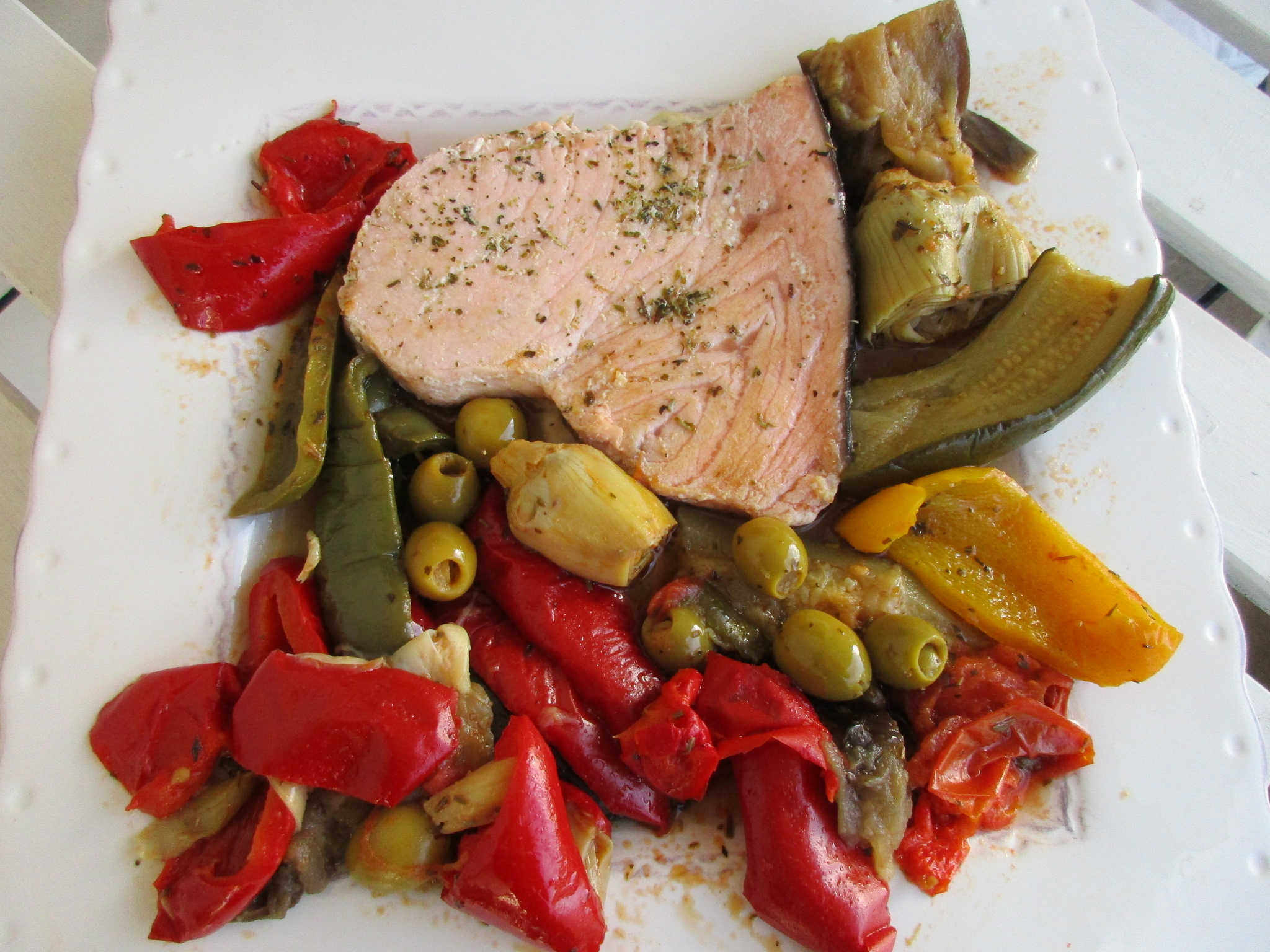
Espadon et poivron grillé

Le poivron grillé (ou autres légumes du bassin méditerranéen, tels que tomates, courgettes, aubergines, fenouil, artichauts, oignons, etc.) peuvent être grillés ou rôtis à la cocotte, poêle, four, barbecue, ou plancha…, puis découpés en grosses lanières puis déposés dans une marinade d'huile d'olive aromatisée…

### Ratatouille

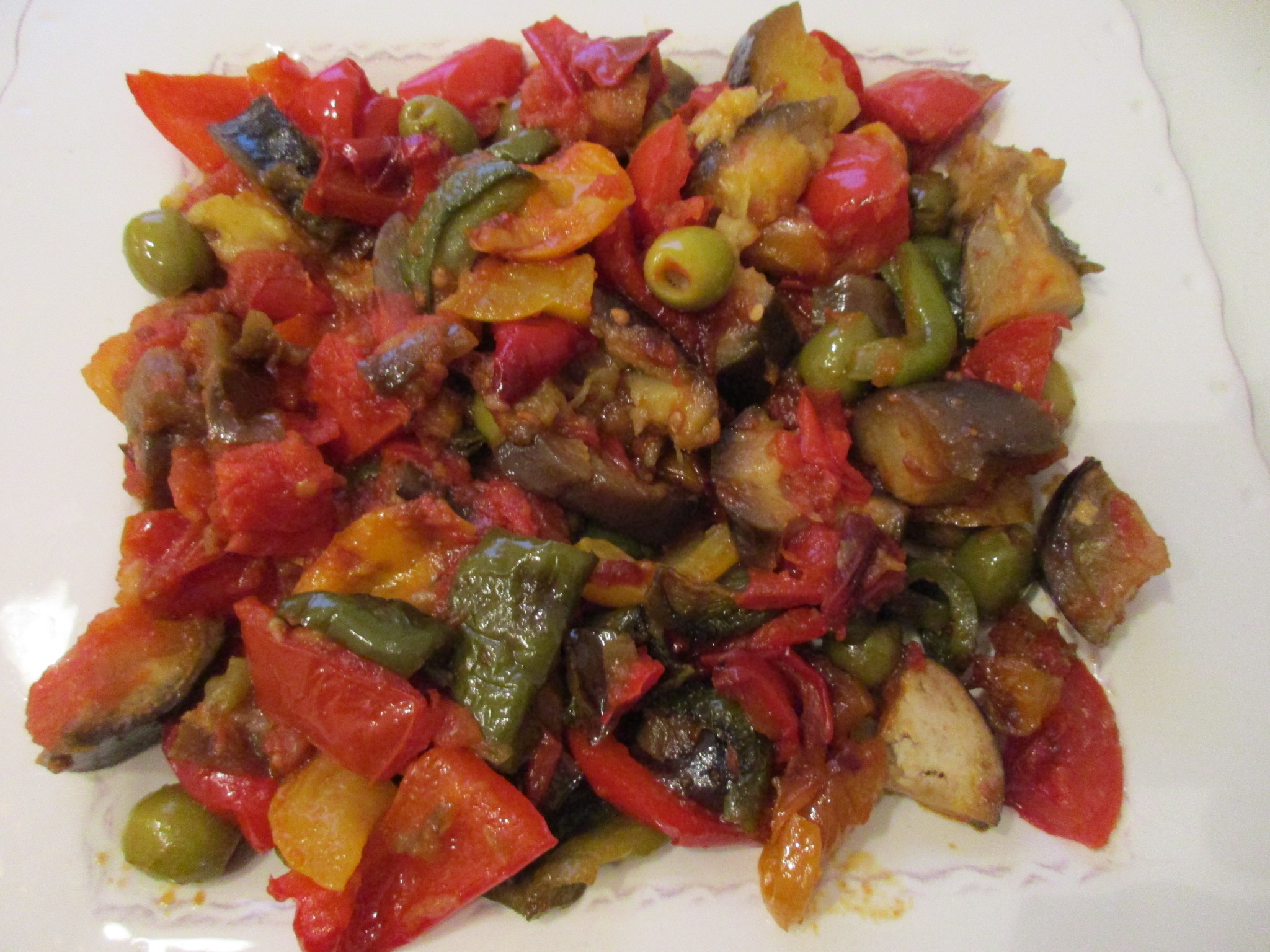
Ratatouille.

La ratatouille est une spécialité culinaire provençale, comtadine et niçoise, que l'on trouve également sur le pourtour méditerranéen où elle existe sous d'autres noms. Le mot « ratatouille » vient de l'occitan ratatolha ; il est utilisé dans toutes les langues, y compris en anglais, mais la ratatouille se dit aussi « Valentine » dans le sud de la France. 
Il s'agit d'un ragoût de divers légumes qui nécessite tomates, oignons, courgettes, aubergines, poivrons et ail, le tout revenu à l'huile d'olive, salé et poivré. Plus longue est sa cuisson, plus goûteux est ce mets qui se mange aussi bien froid que chaude, soit en entrée, soit en accompagnement d'un plat de viande ou de poisson.

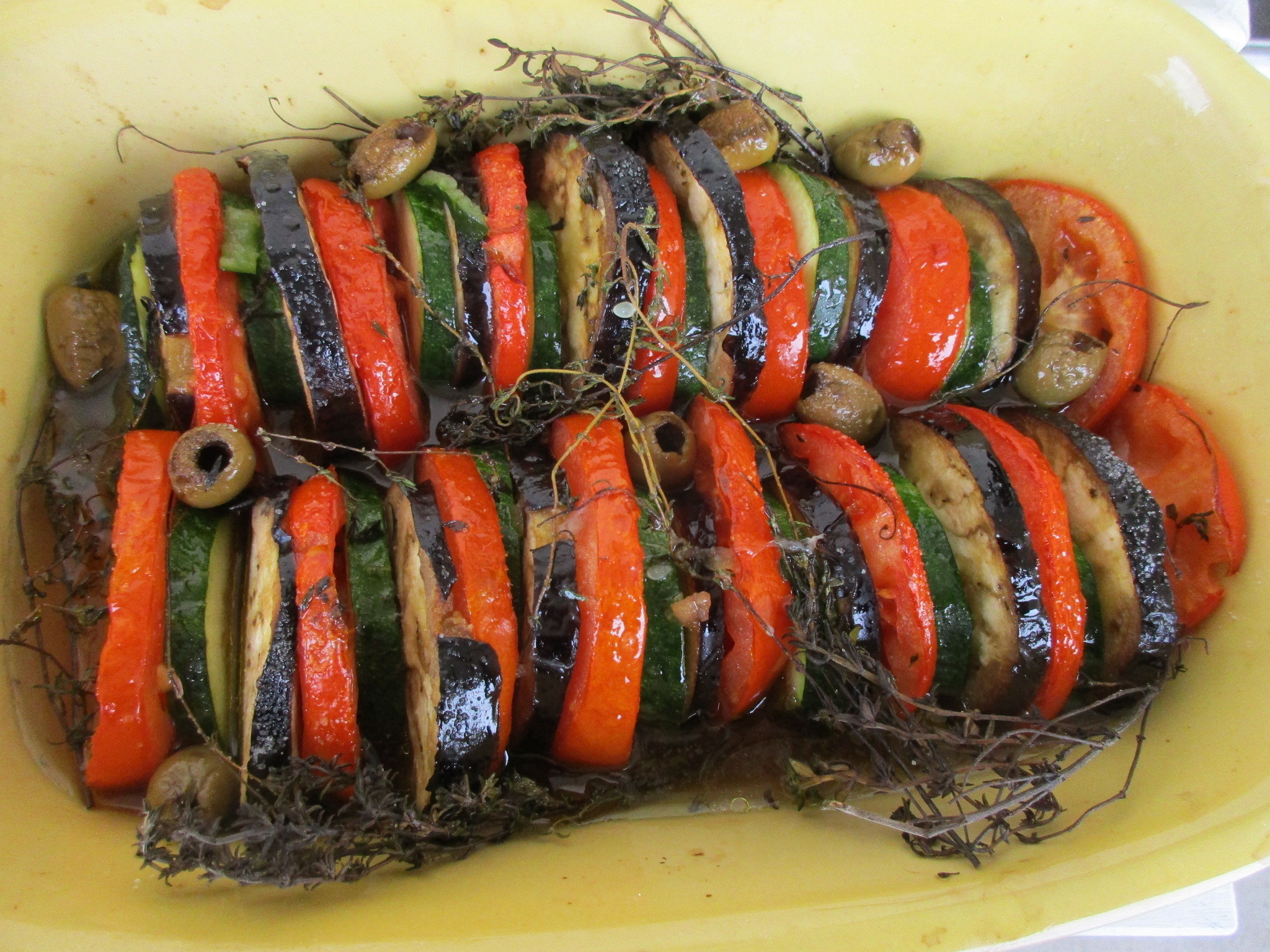
Tian niçois

## Tian niçois
Le tian désigne un plat de cuisson et de service, ainsi qu'un plat en gratin, cuit au four, comprenant toutes sortes de légumes, de viande, de poisson, d’œufs, de fromage et de plantes aromatiques comme l'origan, et d’huile d'olive.

### Trouchia
La trouchia (ou troucha) est une omelette à la blette (blettes sans les cotes ou blettes courtes sans côtes). Elle constitue l'élément de base du pique-nique niçois car sa consistance est ferme et permet le transport,,.

## Légumes secs

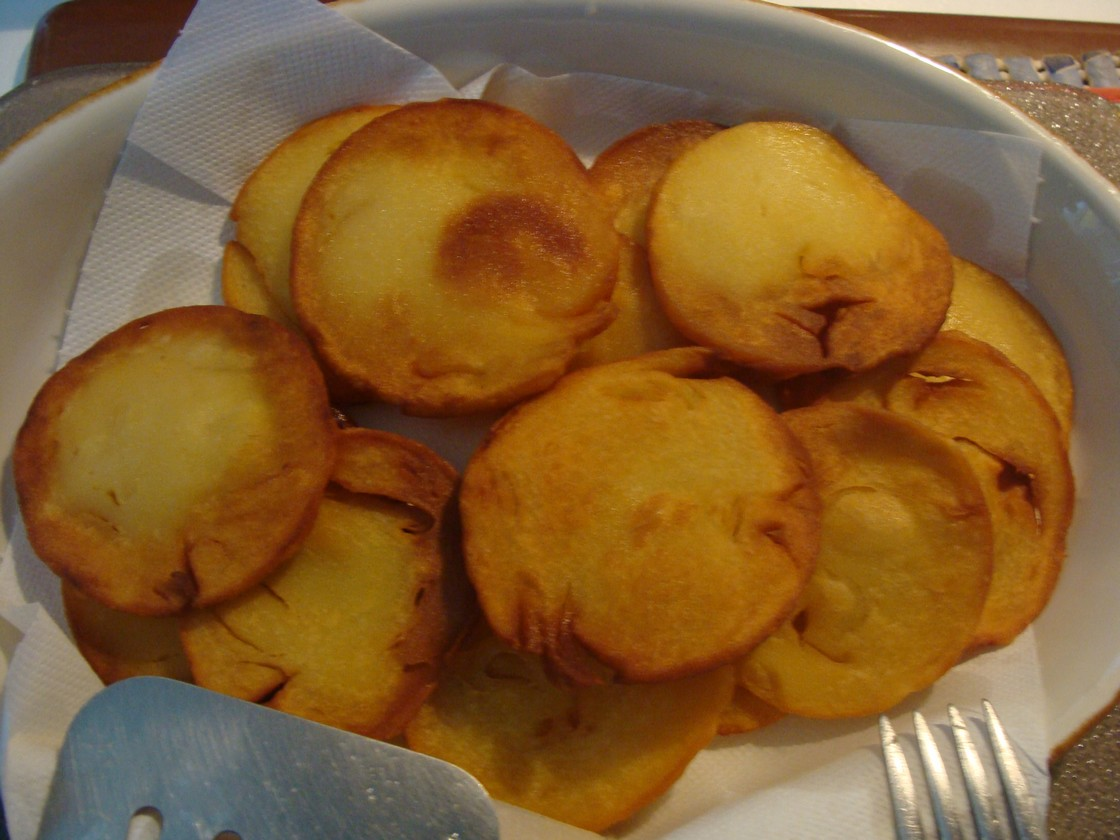
Panisse.

### Panisse
La panisse est une préparation à base de farine de pois chiches, qui se mange en friture ou dorée au four. La panisse se présente en général sous forme de rouleaux de 20 cm de long et de 7 cm de diamètre environ, qu'on découpe en tranches ou en dés et qu'on frit dans l'huile. Les panisses se consomment chaudes.

### Socca

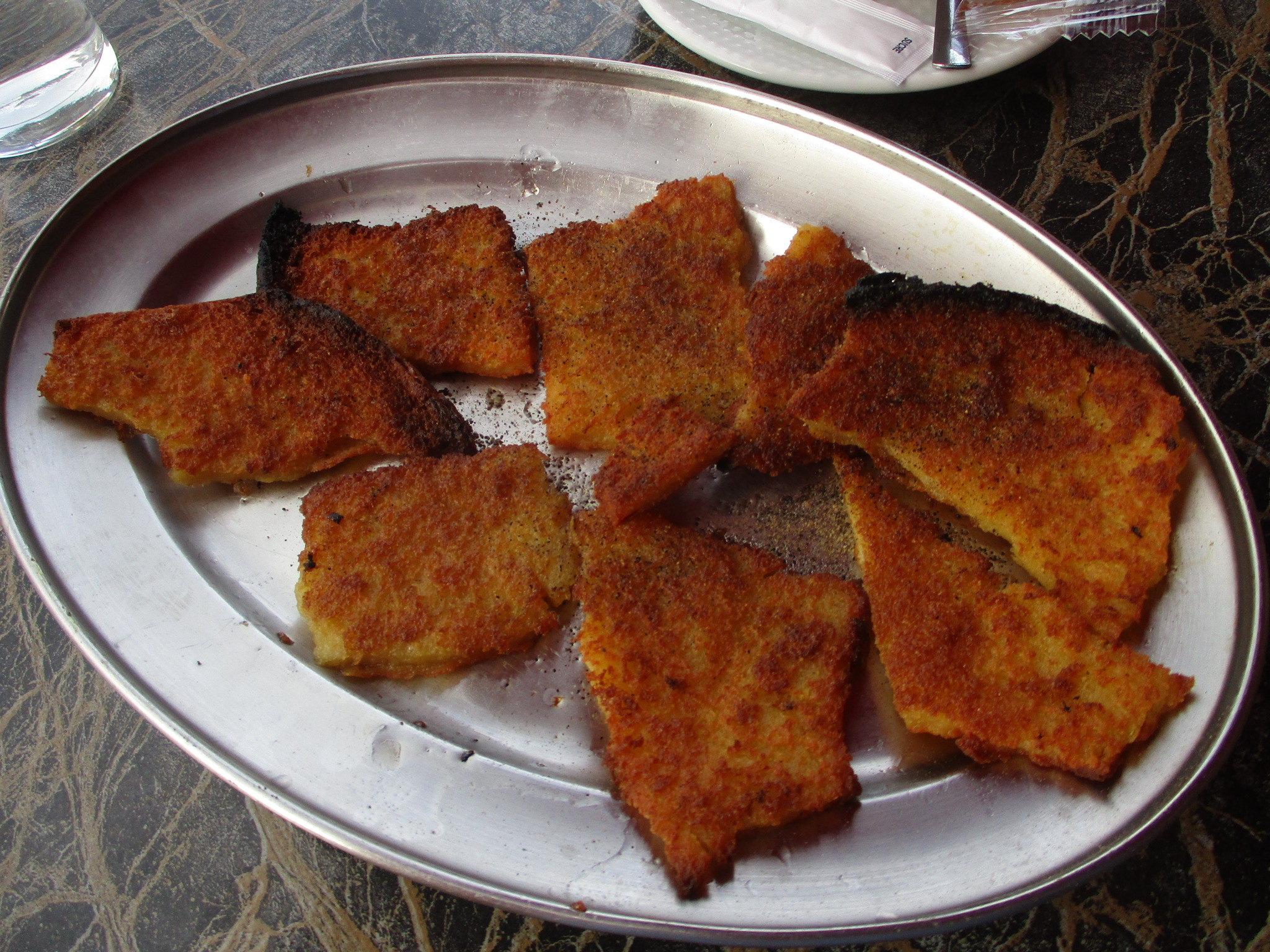
Socca du cours Saleya du Vieux-Nice

La socca est le nom donné à une spécialité culinaire à base de farine de pois chiches consommée de Menton à Nice. Elle se présente sous la forme d'une grande et fine galette cuite sur de grandes plaques rondes en cuivre étamé, dans un four à pain. Une fois cuite, la galette est de couleur dorée (jaune orangé) et est même légèrement brûlée par endroits. La socca se déguste chaude, si possible juste à la sortie du four, souvent accompagnée de poivre et sans l'aide de couverts. La galette est généralement découpée en six à huit parts par plaque de cuisson, au moyen d'un petit couteau à lame courte ou bien d'une petite spatule.

## Olive de Nice

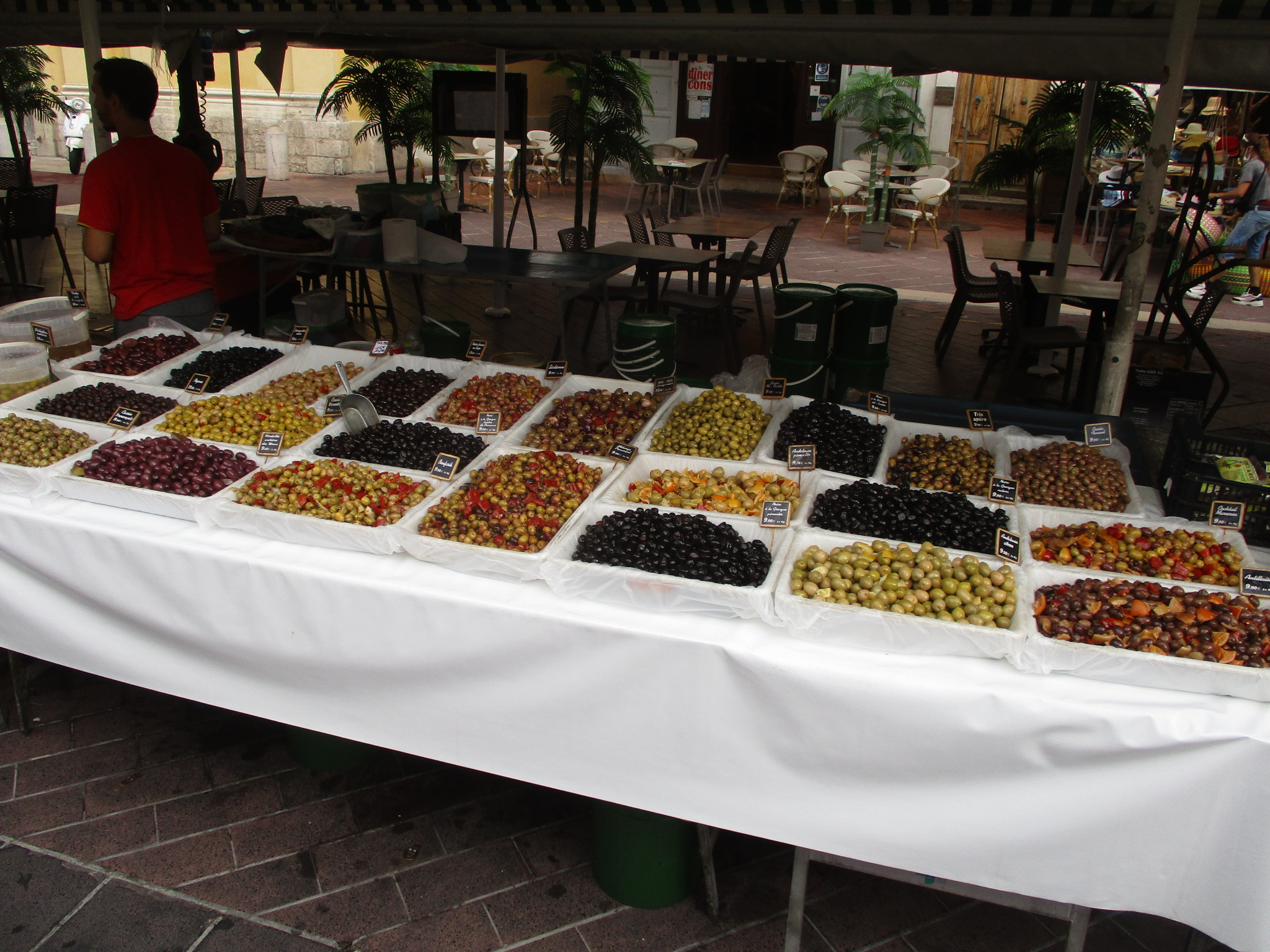
Olives du marché provençal du cours Saleya du Vieux-Nice.

L'Appellation d'Origine Contrôlée Olive de Nice a été officiellement créée par le 20 avril 2001 par un décret gouvernemental.
Cette reconnaissance marquait l'aboutissement de la demande que le SION (Syndicat interprofessionnel de l'Olive de Nice) avait déposée en 1996 auprès de l'Institut national des appellations d'origine contrôlées (INAO).
L'AOC « Olive de Nice » couvre le territoire d'un certain nombre de communes des Alpes-Maritimes, listées dans le décret. Celui-ci détermine l'aire de récolte et de transformation des olives destinées à la production d'olives de table et de pâte d'olive pouvant bénéficier de cette appellation. Les plantations situés dans cette zone font l'objet d'une procédure d'identification avant de pouvoir revendiquer l'appellation.
Les fruits doivent provenir du cultivar Cailletier de l'olivier européen (Olea europaea subsp. europaea). Le rendement des vergers ne doit pas dépasser 6 tonnes d'olives à l'hectare.
Le décret initial a connu une version consolidée qui le fait concerner uniquement les olives et pâtes d'olive.

## Pâtes
Les raviolis (ou ravioles) font partie de la cuisine traditionnelle du Pays niçois, avec notamment les Barbajuan ou les ravioles à la daube. Ils se présentent souvent sous la forme de carrés de pâte remplis d'une farce généralement à base de viande, de légumes et de fromage. Les gnocchis (ou gnoques) sont aussi présents dans la cuisine traditionnelle niçoise. Les merda de can en sont un bon exemple. Comme les quiques de la roya, ces pâtes sont faites à partir de blette, ce qui leur donne une couleur verte ou noire qui les faits ressembler à des crottes de chiens.

## Poissons

### Estocafic
L’estocafic est le nom donné à un mets niçois à base de morue séchée (souvent de l'aiglefin). Ce plat est également appelé « stockfish niçois ». L'usage de cuisiner et de consommer de la morue séchée provient de Scandinavie et notamment de Norvège. Dès le XIIe siècle, sa consommation s’est diffusée à toute l'Europe, car outre l’apport nutritionnel, le stockfish cuisiné avec de l'huile d'olive, permettait de faire Carême en tout lieu et toutes circonstances. L'estocafic se cuisine comme un ragoût avec des pommes de terre, des poivrons, de l’huile d’olive, des olives, ail, oignons et bouquet garni. Le repas où l'on sert le stockfish niçois s'appelle aussi une estocaficada.

### Poutine

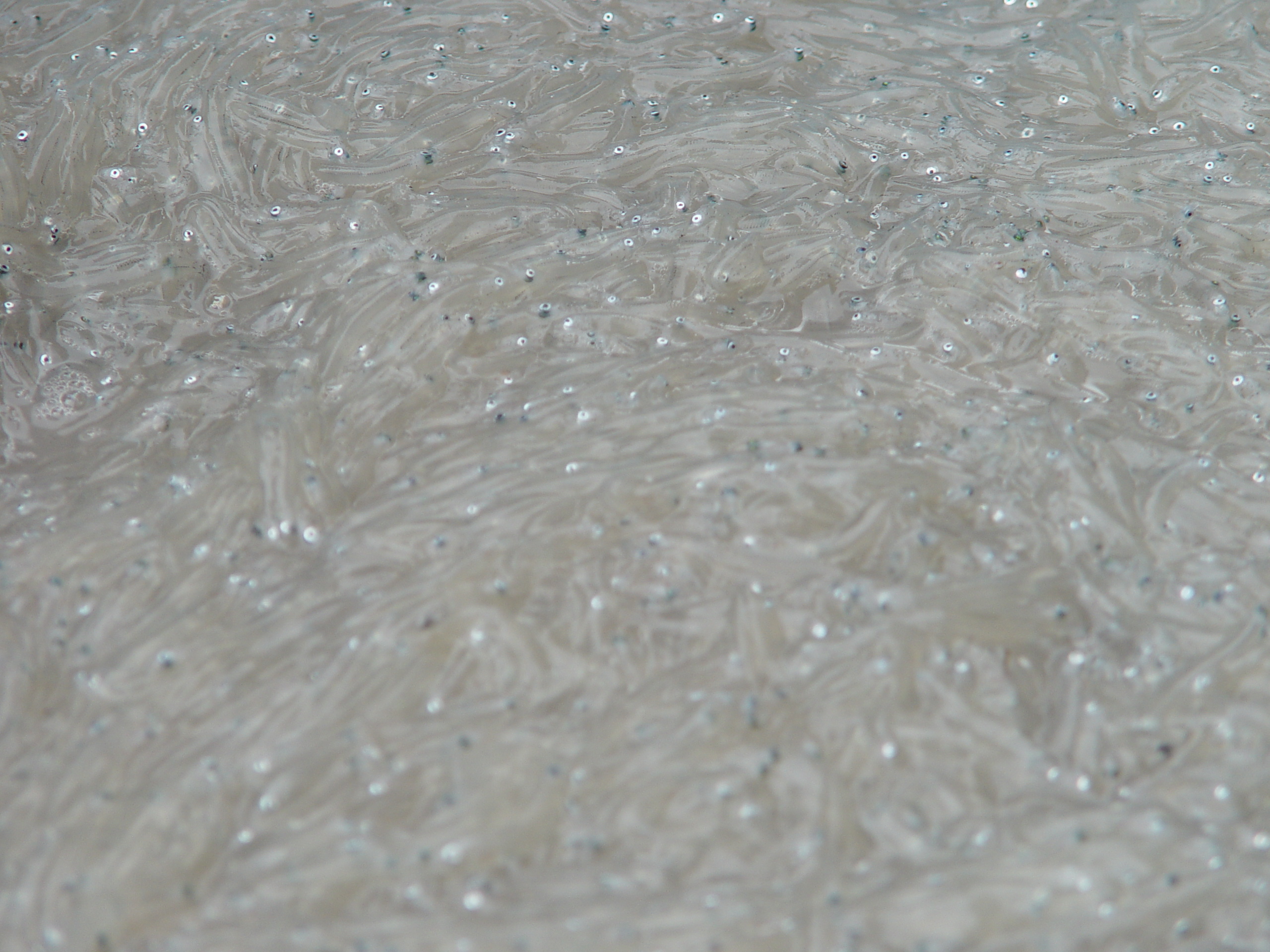
La poutine ou nonat.

La poutine (ou nonat) est le nom vernaculaire utilisé au XXIe siècle dans la région niçoise pour désigner un alevin de poisson, particulièrement le Sardina pilchandrus et l’Engraulidae encrasicolus. En 1810, Antoine Risso identifiait un alevin de poisson, pêché dans les eaux niçoises, comme étant celui de l’Atherina et lui donnait le nom de nonat. La poutine ou le nonat n’est pas non plus le seul format de sardines ou d’anchois pêché, consommé et vendu sur le littoral maritime. En 1947, le premier lexique bilingue français-niçois traduisait les différentes étapes de croissance de la sardine depuis sa naissance ; Poutina, rafaneta, pataieta, palaia et sardina. Actuellement[Quand ?] cette pêche prélève 95 % d'alevins de sardine contre 5 % d'alevins d'anchois et de maqueraux.
La pêche à la poutine se pratique, dans le ressort de quatre prud'hommies, Antibes, Nice, Menton et Cros-de-Cagnes, par une trentaine d'équipages avec une senne à mailles serrées, technique de pêche appelée aussi issaugue. C'est une pêche traditionnelle qui se pratique depuis des siècles sur le littoral niçois et la Riviera italienne. Depuis 2007, cette activité halieutique est réglementée par la Commission pêche du Parlement européen qui ne l'autorise qu'avec une maille de filet normalisée et à une date de prélèvement bien précise, habituellement du 15 janvier au 15 mars. Aujourd'hui, le fruit de la pêche est très souvent vendu, à peine le filet tiré hors de l’eau, plusieurs dizaines d’euros le kilogramme.
La poutine se consomme en soupe (à peine blanchie) au lait, en beignet, en omelette. Les amateurs l’apprécient crue avec un filet d’huile d’olive et quelques gouttes de citron ou pochée dans une soupe aux vermicelles.

## Viande

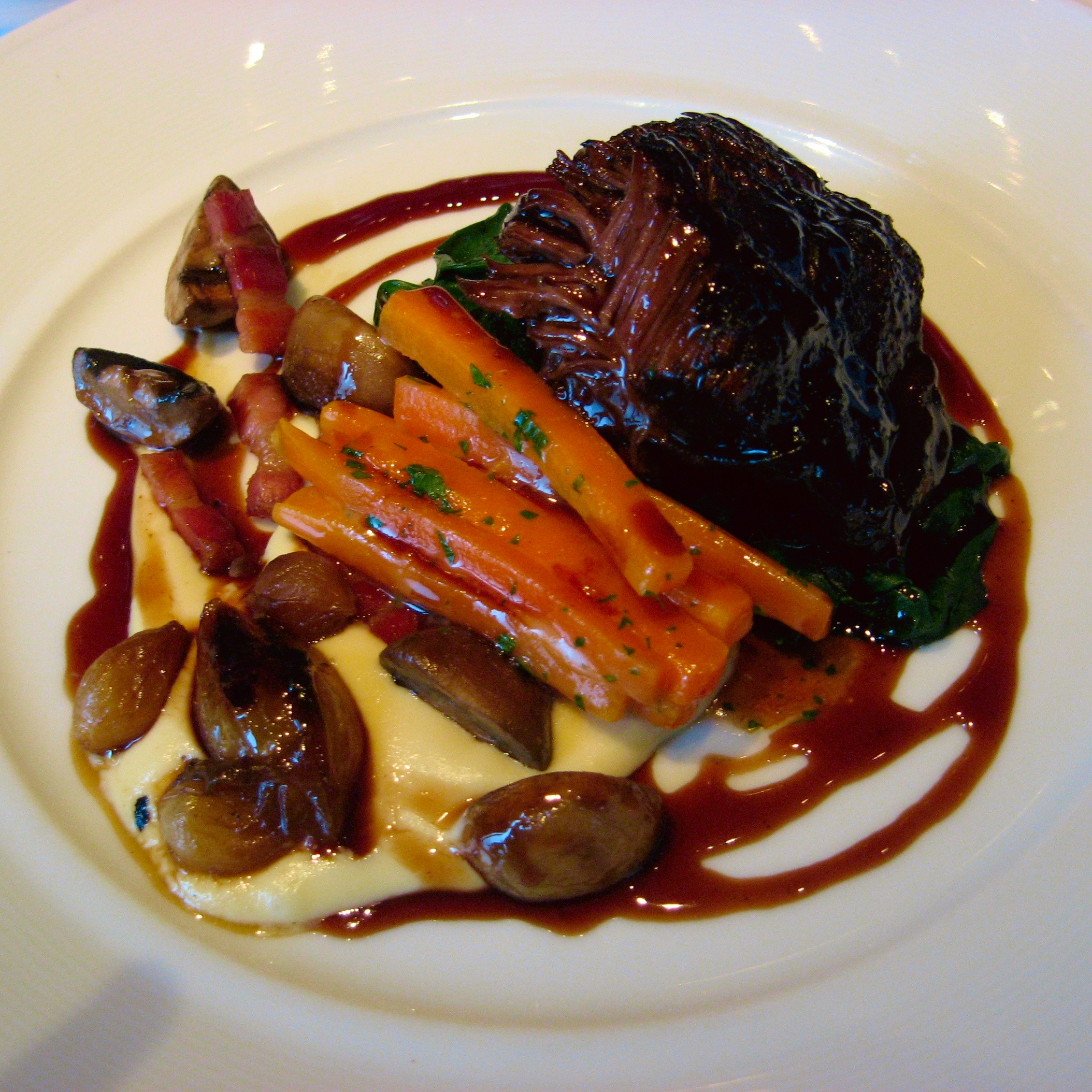
Daube niçoise.

### Daube niçoise
La daube niçoise (doba a la nissarda) est une variante de la daube provençale consistant à y incorporer des champignons, le plus souvent des cèpes. Outre le bœuf à braiser et le vin rouge, la réalisation de cette daube demande du lard, des tomates, des carottes, des oignons, des gousses d'ail, du céleri, du persil, un bouquet garni, des cèpes, du marc du pays, ainsi que sel, poivre et piment de Cayenne. Traditionnellement ce mets est accompagné d’un vin rouge tel que le bellet d'origine niçoise. « Comment va la daube, belle dame ? » est une expression niçoise qui permet de savoir si la personne en question accepte qu'on lui conte fleurette.

## Sauces

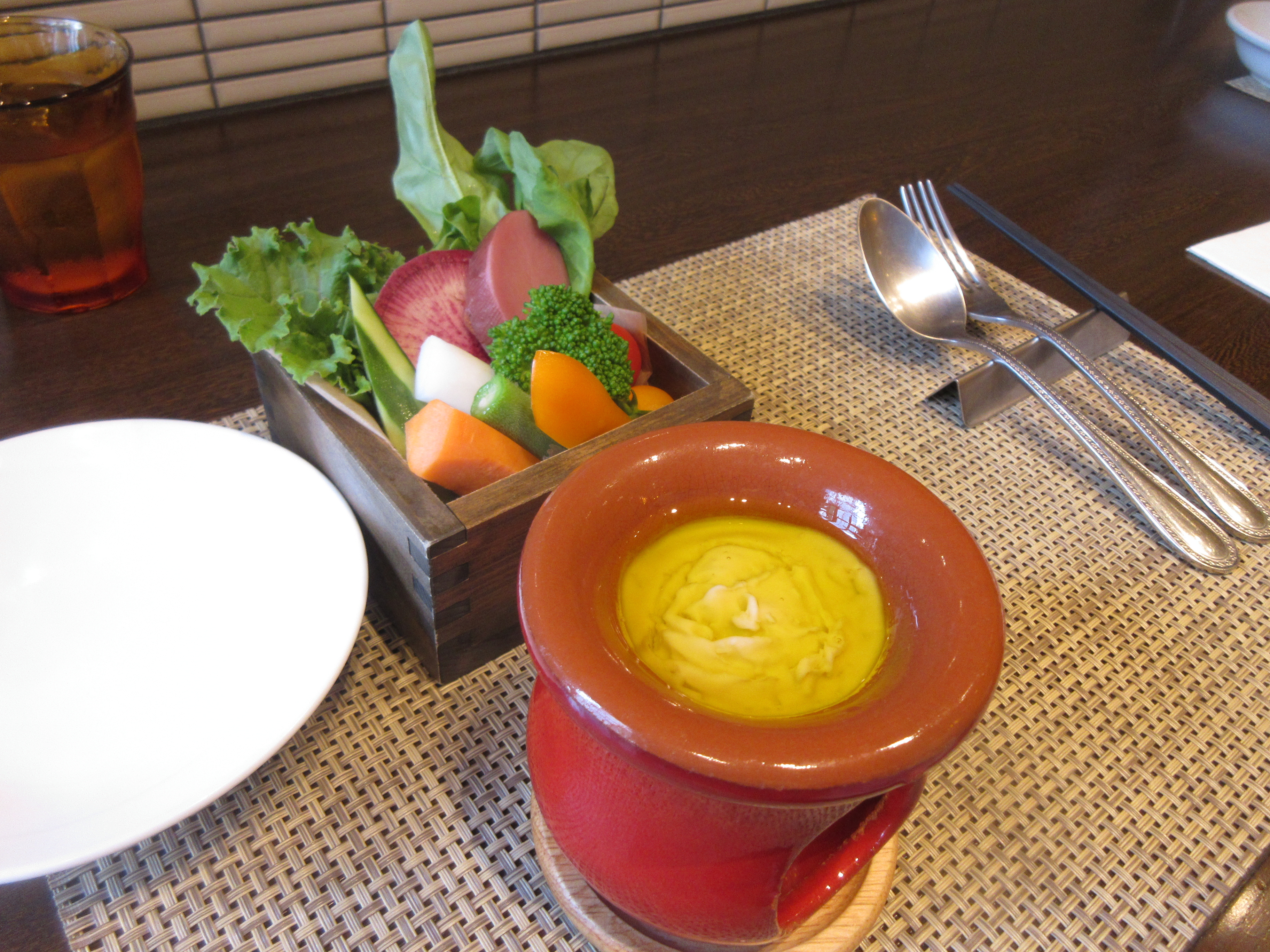
Bagna cauda

### Bagna cauda
La bagna cauda, (banha cauda ou baigna cauda en niçois) est un plat niçois et provençal. Très populaire à Nice, il s'agit d'une sauce tiède à base d'anchois, d'ail et d'huile d'olive, dans laquelle chaque convive trempe des crudités (carotte, courgette, radis, céleri, etc.) à la manière d'une fondue.

### Pissalat

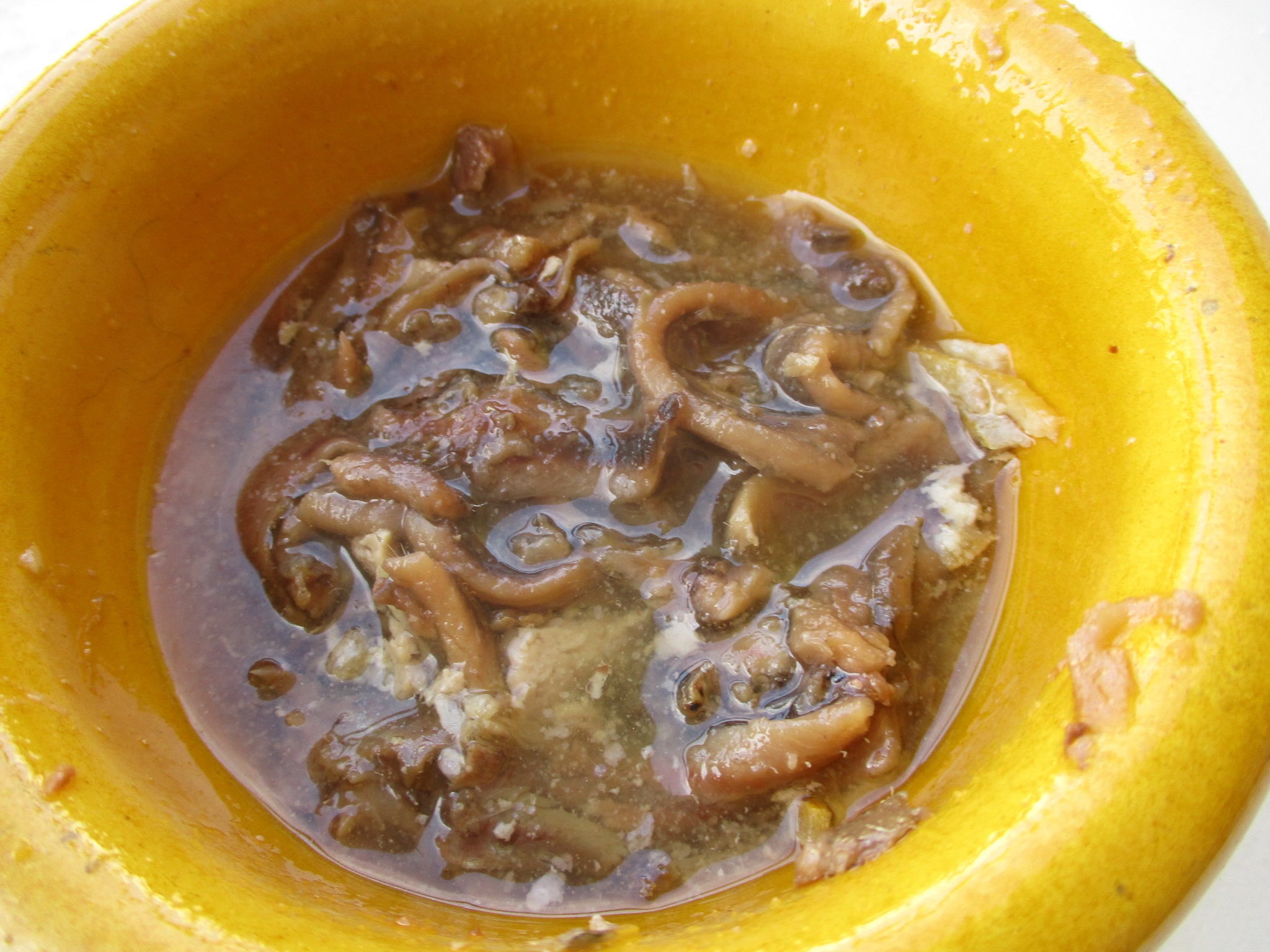
Pissalat

Le pissalat (du niçois peis salat, qui signifie poisson salé) est une spécialité niçoise qui se présente sous la forme d'une purée assez liquide,, dont on trouve des variantes dans l'ensemble du pourtour méditerranéen depuis l’époque romaine et qui a presque complètement disparu des étals depuis la dernière guerre. On peut comparer le pissalat au garum des Romains. C'est ainsi que cette sauce antique, puis le pissalat, ont connu plusieurs siècles de consommation dans la région de Nice.
Sa fabrication dépendait d’une industrie locale très ancienne et la salaison des sardines et des anchois occupait à Nice une bonne douzaine de familles au début du XIXe siècle. En 1843, Louis Roubaudi mentionne dans son ouvrage sur Nice « […] le pissalat est très propre à ranimer l’appétit lorsqu’il est assaisonné avec de l’huile, du vinaigre et des olives salées ». Aujourd'hui, cette sauce de confection ménagère, reste indispensable dans la confection de la pissaladière, elle accompagne aussi les salades, les légumes et les viandes froides.

## Desserts

### Miel de Provence

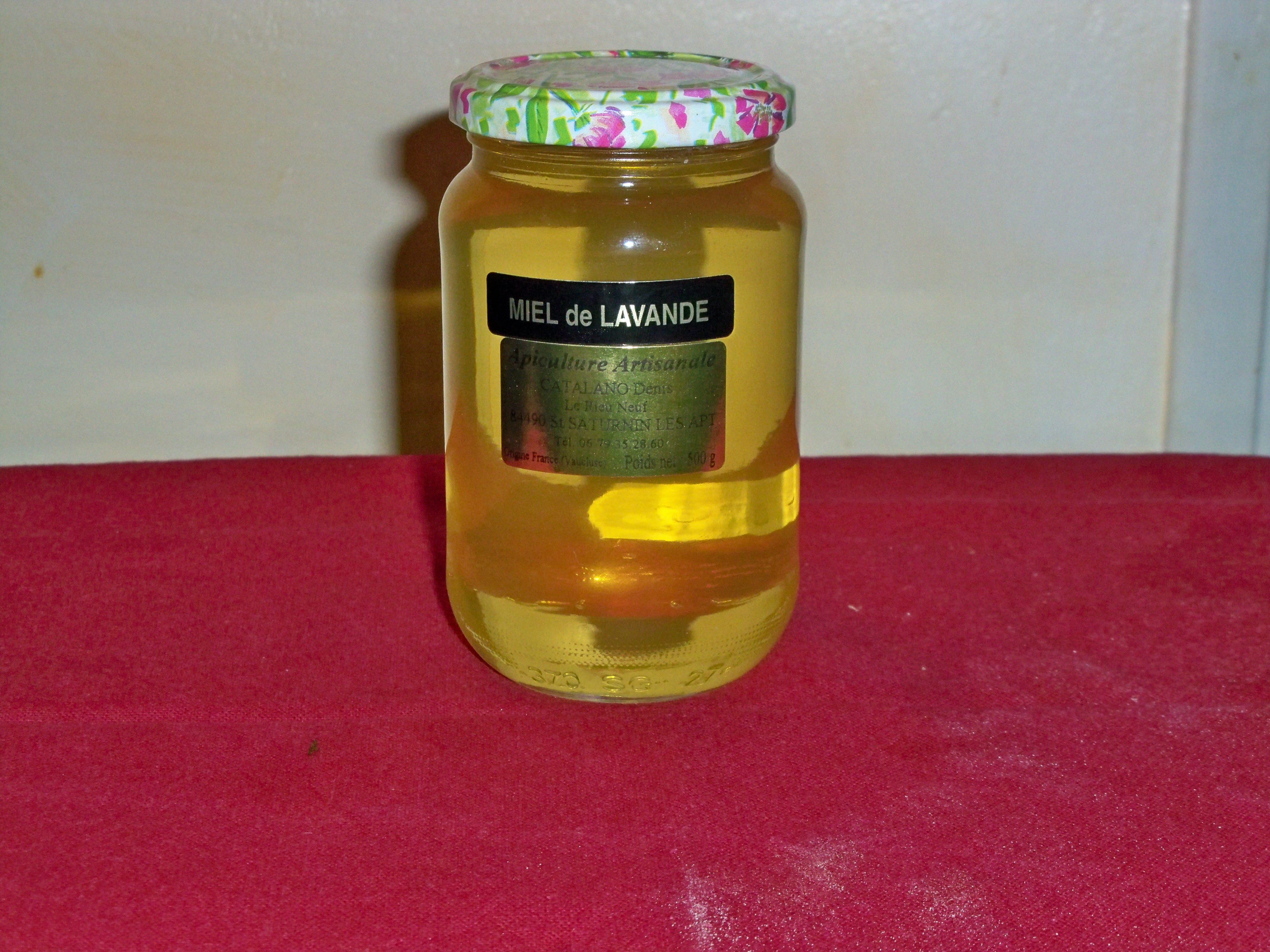
Miel de lavande du plateau d'Albion.

Le miel de Provence est protégé par un label rouge associé à une indication géographique protégée (n'incluant pas seulement la Provence, mais bien les six départements de Provence-Alpes-Côte d'Azur), tant pour le miel toutes fleurs et que pour le miel de lavande et lavandin. L'apiculture mobilise nombre de producteurs. Ils sont estimés à 4 500 dont 700 possèdent entre 70 et 150 ruches. La production régionale est de 2 000 T/an soit 8 % de la production nationale. Nombre d'entre eux pratiquent la transhumance selon un trajet allant du littoral vers la Haute-Provence. L'été est la saison privilégiée pour le miel de lavande et les ruches sont installées dans une zone limitée au Nord par une ligne Montélimar / Digne avec au Sud le mont Ventoux, le plateau d'Albion, la montagne de Lure, les monts de Vaucluse et le massif du Luberon. Le miel toutes fleurs est élaboré dans une vaste zone limitée par Nîmes, Montélimar, Gap, Digne, Nice, Toulon, Marseille et Avignon.

### Ganses

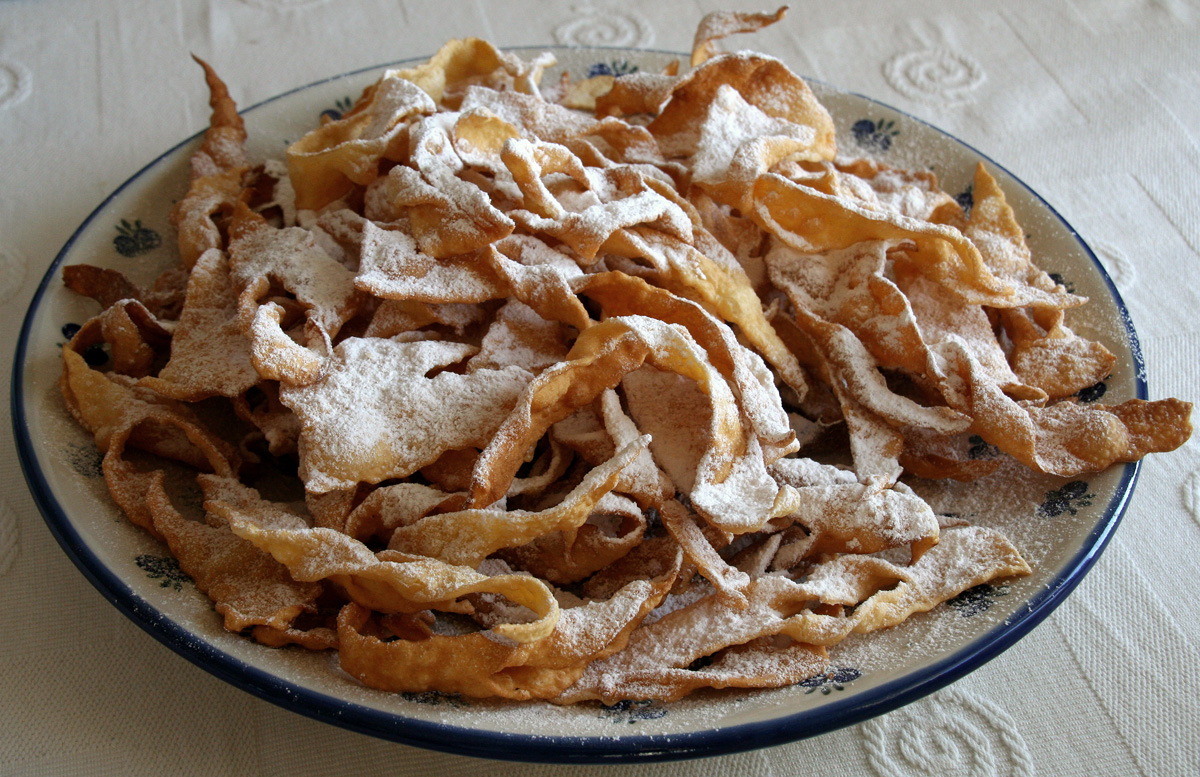
Plat d'oreillettes.

Cette pâtisserie boulangère et pâtissière, est d'une fabrication traditionnelle dans le Pays Niçois entre le jour de l'an et Pâques. Mais son pic de consommation est le mardi gras. Elle paraît aussi sur la table lors des fêtes familiales. C'est une pâte frite à l'huile d'olive et parfumée à la fleur d'oranger. Très mince, légère et craquante, elle se consomme recouverte de sucre glace. Elle est connue sous des noms différents. Oreillette reste spécifique à Avignon, le Comtat Venaissin, Apt et la vallée du Calavon. Elle se nomme bugne à Champoléon et dans le Briançonnais, merveille dans les Alpes provençales, ganse dans le pays Niçois, mensonge dans la vallée de la Vésubie et la vallée de la Roya, croquant à Barcelonnette et dans la vallée de l'Ubaye. 

### Tourte de blettes

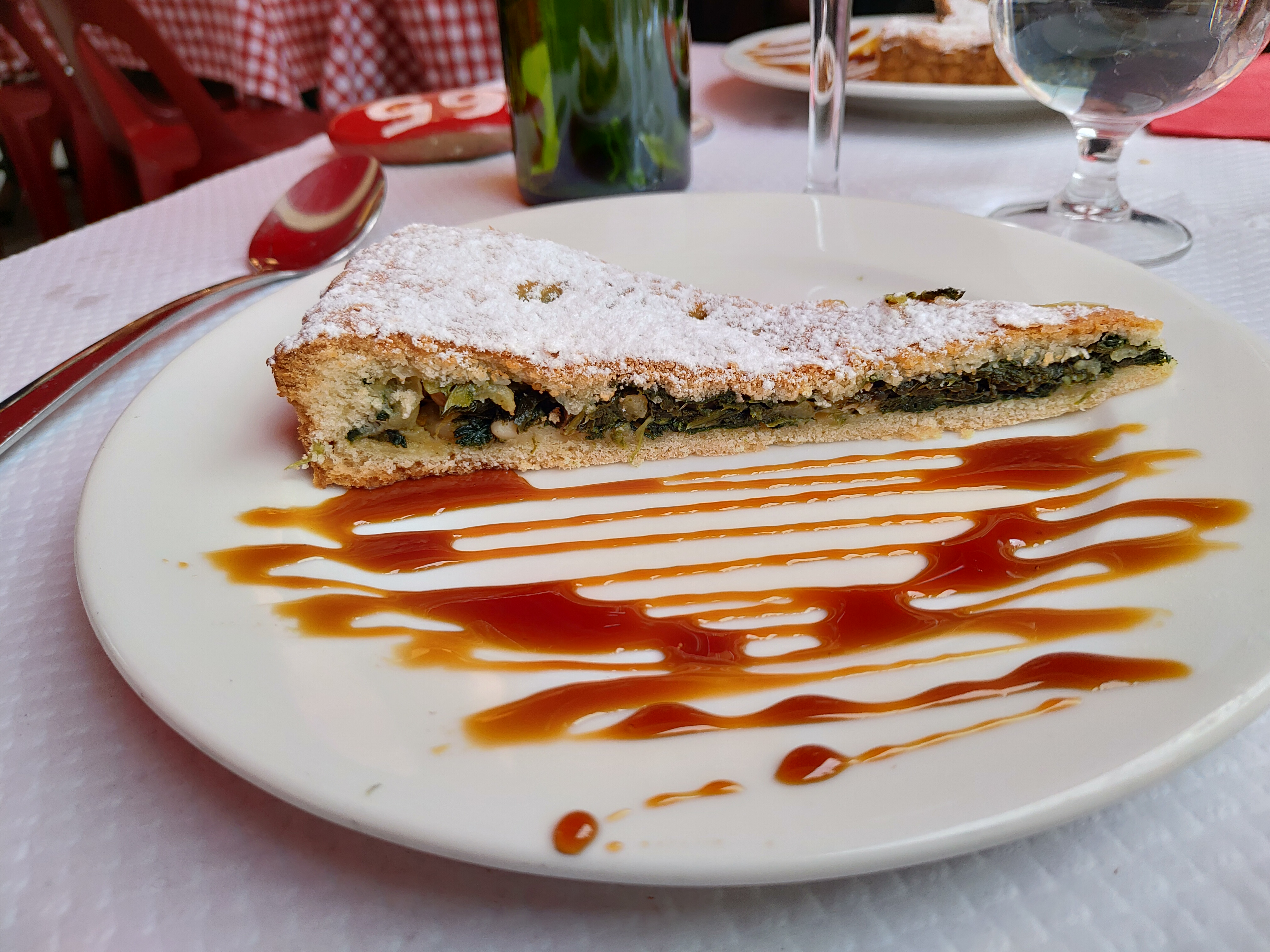
Tourte de blettes

La tourte de blettes (la torta de blea en niçois) est une spécialité culinaire typiquement niçoise à base de blettes, qui peut être servie aussi bien comme un plat salé, que comme un dessert sucré. En dépit de la présence de blettes (légume très apprécié dans la cuisine niçoise, entrant notamment dans la confection des raviolis), il s'agit d'une pâtisserie, consommée froide ou tiède. Les feuilles de blettes finement hachées y sont mêlées à des ingrédients qui varient suivant les recettes, mais où on retrouve toujours pignons et raisins secs. La tourte se sert le plus souvent abondamment nappée de sucre glace. Il existe aussi une variante salée composée de blettes, de riz, de petit salé et de fromage. Ces tourtes se mangent généralement froides.

## Fromages

### Tomme du Champsaur

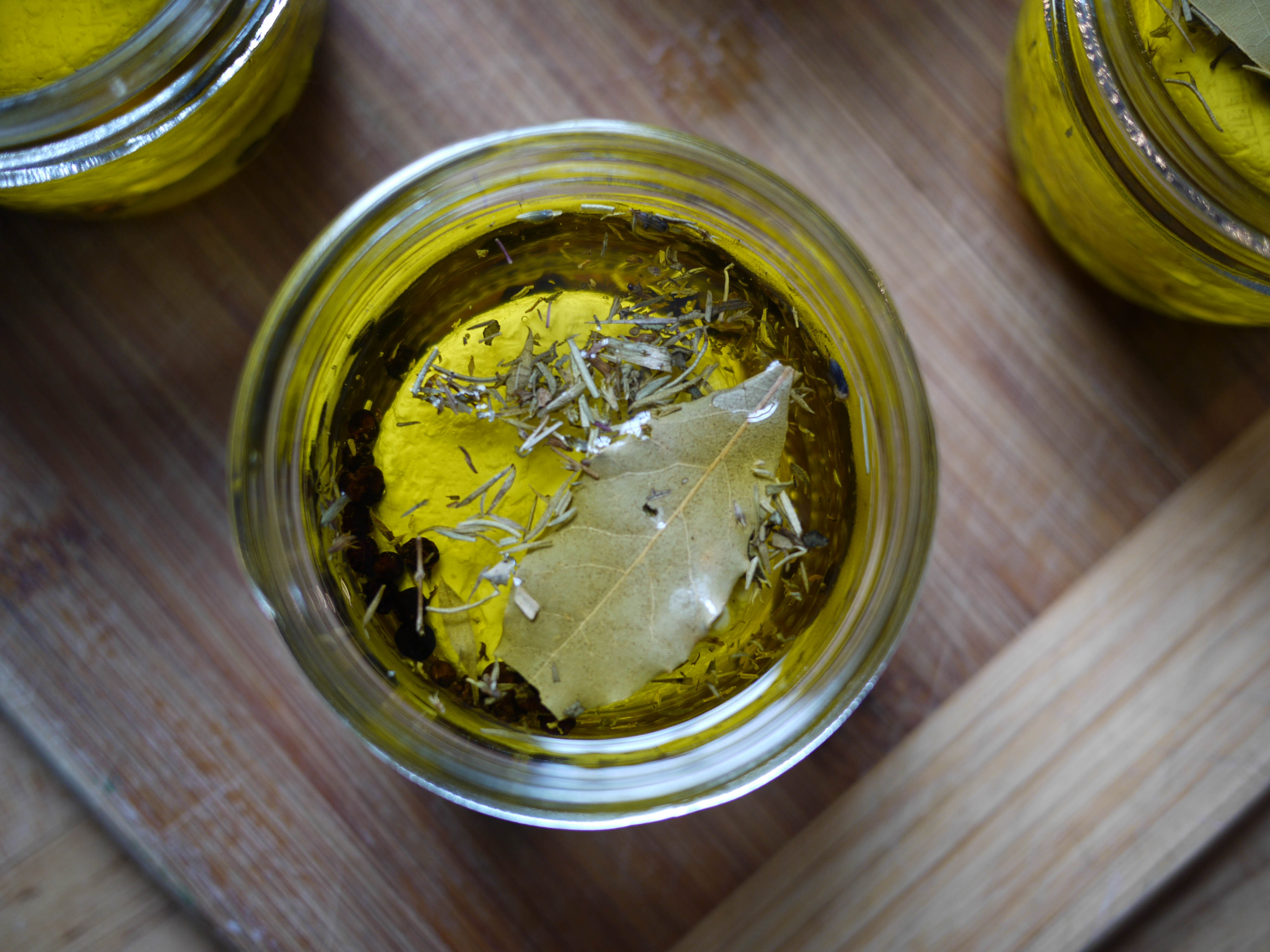
Fromage de chèvre à l'huile d'olive

La tomme du Champsaur est un fromage à pâte pressée non cuite. Cette appellation générique regroupe différentes sous-appellations : tomme de Tende, tomme de la Vésubie, tomme des Vigneaux, tomme du Queyras et tomme de l'Ubaye. Ces tommes se présentent sous deux variétés : la tomme fraîche et la tomme de garde. La première est produite toute l'année par coopératives et laiteries (Queyras et Barcelonnette) et représente 30 t / an.
La seconde reste une production fermière réalisée encore en infime quantité par deux producteurs. Cette tomme se présente sous la forme d'un cylindre de 25 à 30 cm de diamètre, et d'une hauteur variant entre 6 et 8 cm. Sa croute est striée de couleur gris blanc. Quant à la tomme fraîche, sa couleur s'étend du blanc franc au crème soutenu, elle a une hauteur standard de 4 cm et un diamètre de 15 cm.

## Boissons

### Branda
La branda, plus connue hors des Alpes-Maritimes sous le nom de Marc de Provence, est une eau-de-vie obtenue par distillation de marc de raisin provenant exclusivement de l’aire géographique de Provence-Alpes-Côte d'Azur ainsi que de deux départements de la région Rhône-Alpes. Cette eau-de-vie de marc bénéficie depuis 1942 d'une appellation réglementée,.

## Vin

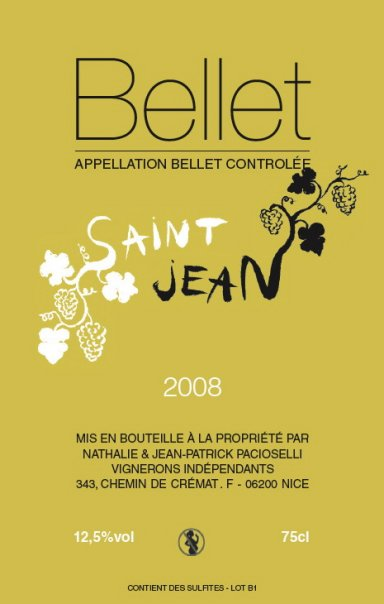
Étiquette d'un vin AOC bellet.

Le bellet est un vin d’appellation d’origine contrôlée récolté sur le territoire de la commune de Nice, dans le département des Alpes-Maritimes. Son aire de production (47 ha) se situe sur les collines de Crémat et de Saquier ainsi qu'autour de Saint-Roman-de-Bellet, terrasses qui surplombent entre 200 et 400 m la rive gauche du Var, à l’ouest de la ville de Nice. Les vignerons utilisent des cépages locaux tels que le rolle (ou vermentino), le spagnol ou mayorquin, pour le blanc ; pour les rouges et les rosés sont assemblés : folle N ou fuella, braquet et cinsault.
Sous la Révolution française, le hameau de Saint-Roman de Bellet, au cœur de l’appellation fut baptisé « Bacchus », témoignant de la vocation viticole de cette région. Le phylloxera et les deux guerres mondiales entraînèrent une chute spectaculaire des superficies en vigne et les producteurs se tournèrent vers la culture de l’œillet de Nice, plus lucrative. Un décret paru au Journal officiel, le 11 novembre 1941 classa le vignoble de Bellet en AOC. Sa production fut maintenue surtout grâce aux efforts d’un négociant en vins qui reconstitua un vignoble à partir de 1946.
À noter aussi l'autre vin de la région niçoise produit en petites quantités, le vignoble de Villars-sur-Var qui porte l'AOC Côtes-de-Provence.

## Assaisonnements

### Huile d'olive

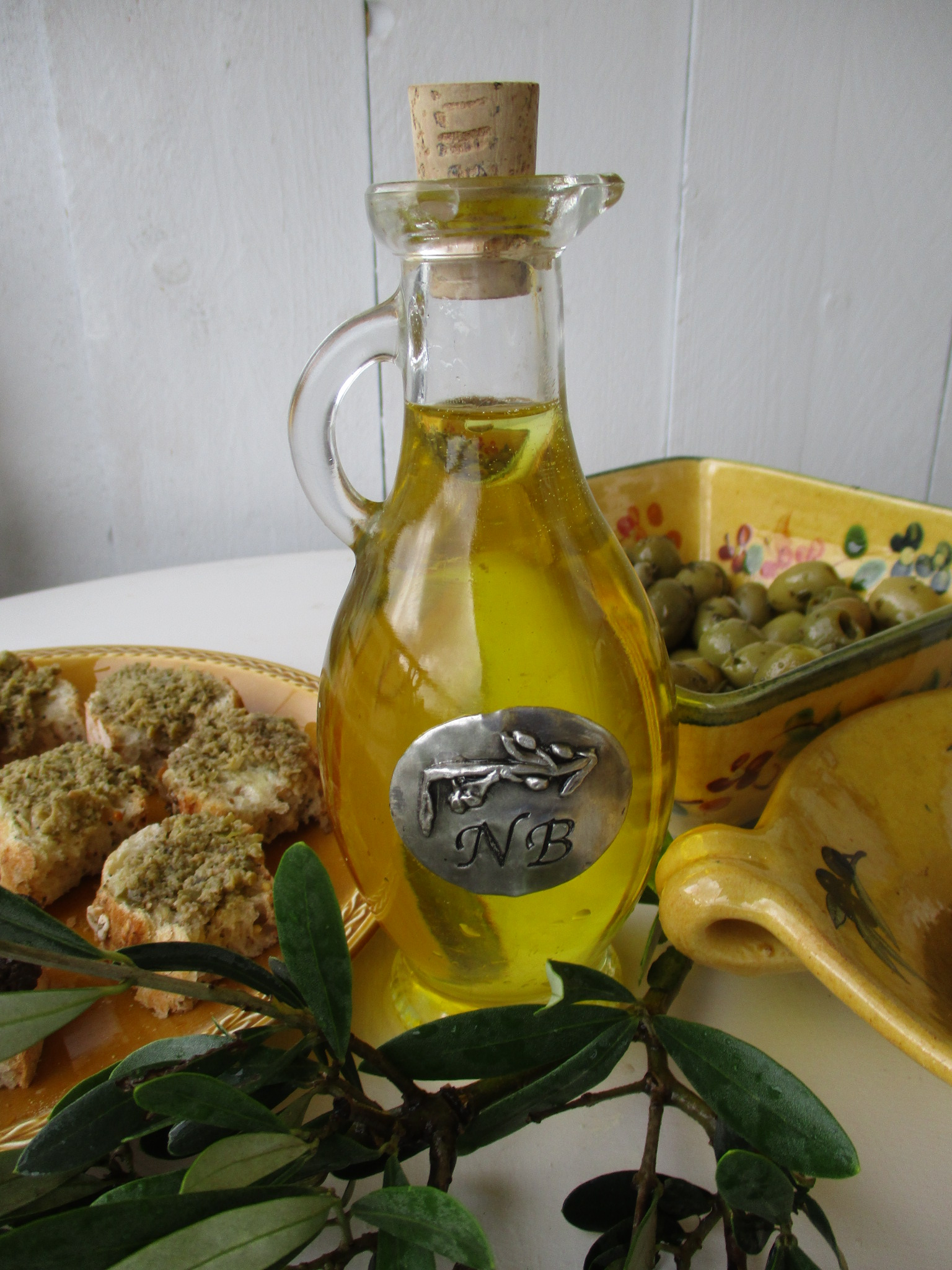
Huile d'olive, olives et tapenade.

L'huile d'olive de Nice est protégée par une appellation d'origine contrôlée (AOC). Comme toutes les autres huiles d'olive issues du pourtour de la Méditerranée et des régions à climat méditerranéen, elle est un des fondements de la cuisine méditerranéenne (ou régime crétois et principale source d'oméga -9). Ses caractéristiques organoleptiques varient en fonction du terroir et des pratiques agronomiques, de la variété (ou cultivar), et du stade de maturité à la récolte. Elle peut être utilisée aussi bien crue (dans des sauces pour salade ou à la place du beurre dans les pâtes par exemple) que cuite (pour la cuisson de viandes ou de légumes ou pour la friture). Cette huile a des propriétés bénéfiques pour la santé, notamment sur le plan cardio-vasculaire, grâce à sa teneur en vitamine A, vitamine E et en acides gras mono insaturés. Les bienfaits liés aux vitamines sont surtout observés lors de consommation d'huile froide, comme dans les salades, car les vitamines sont détruites au-delà de 40 °C. Par rapport aux autres acides gras insaturés, l'huile d'olive est assez stable à la cuisson et garde en ce cas ses effets bénéfiques sur le cholestéroll.

## Quelques cuisiniers
- Auguste Escoffier
- Jean-Baptiste Reboul